# 高輪築堤

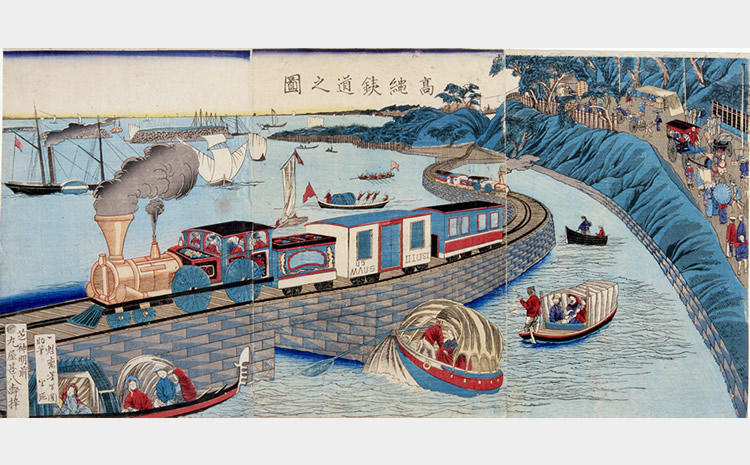
高縄鉄道之図（明治4年）

高輪築堤（たかなわちくてい）は、1872年（明治5年）の日本初の鉄道の開業に際して、東京府高輪（現在の東京都港区）で東京湾の浅瀬に建造された堤である。
当時、高輪周辺には軍事を担当する兵部省の軍用地や、旧薩摩藩邸があり、国防上必要であるとの理由で兵部省が鉄道局への引き渡しを拒んだことから、大隈重信が海上に鉄道を敷設することを指示したため、イギリス人技師エドモンド・モレルによる指導の下、本芝 - 品川停車場間（現：田町駅 - 品川駅間）の約2.7 kmの海上に、建造当時の海岸線に沿うように建設された。
その後線路付け替えで使われなくなった後、東京湾岸の埋め立てで地中に姿を消したが、2019年（平成31年）4月に品川駅改良工事で石垣の一部が発見され、2021年（令和3年）9月17日、日本初の鉄道開業時に東京側の起点だった旧新橋停車場跡に追加する形で、「旧新橋停車場跡及び高輪築堤跡」として国史跡に指定された。

## 構造

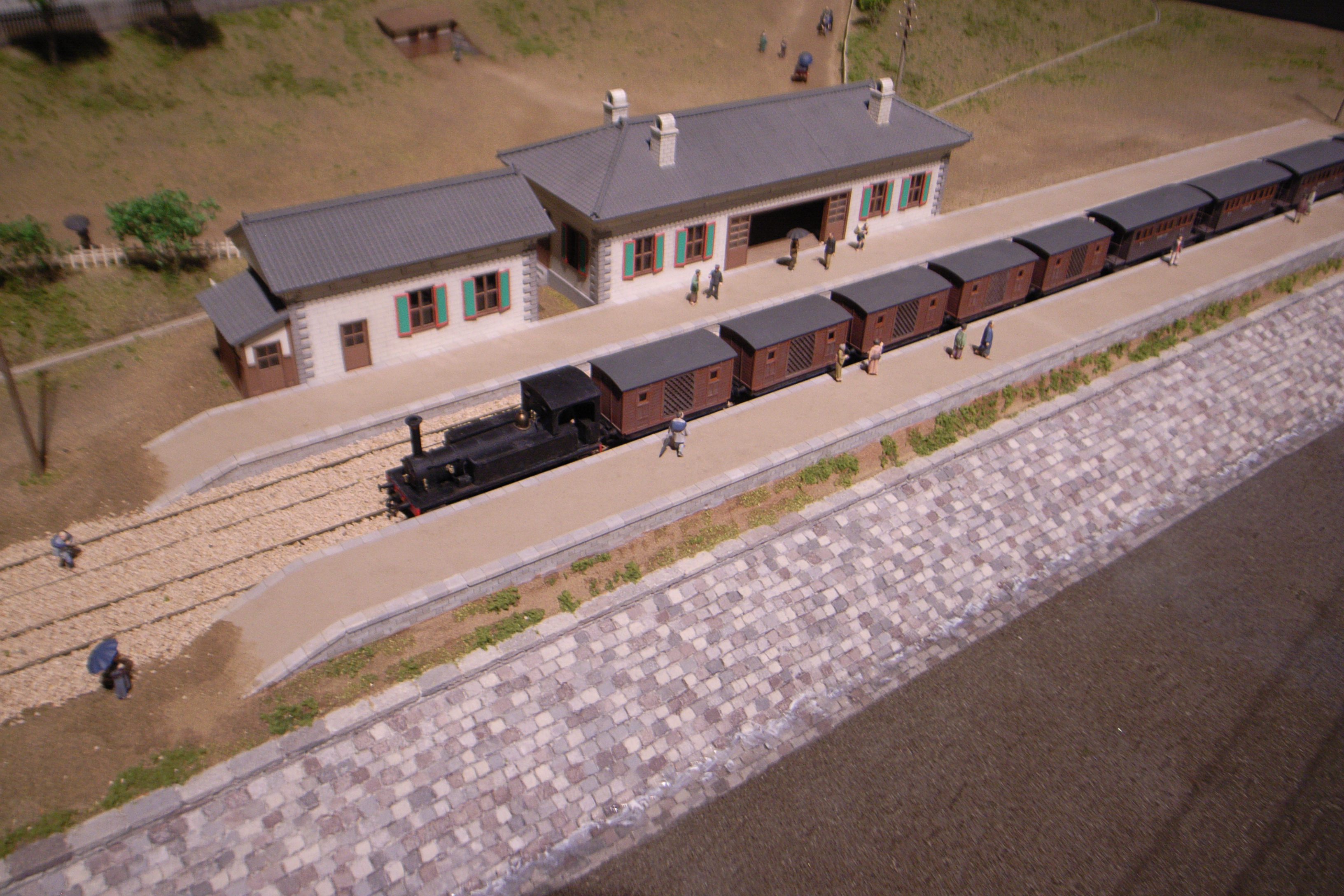
築堤上に建てられた品川停車場の模型（品川歴史館）

築堤には幕末に建設された台場の技術が活用され、石材には未完成の台場や高輪海岸の石垣が転用・流用されている。そのため、日本の在来技術と西洋の近代技術の折衷を見ることができ、橋脚による橋梁構造ではなく、盛土による路面造成（土手道）は世界的にも稀な海上鉄道の姿を今に伝える遺構である。
海上に土手状に盛られたものを当時の土木用語では「橋台」と呼び（一般には単に堤と呼んでいた）、全長1.65哩（2655メートル）、高さは場所にもよるが高潮を警戒し海面から3 - 4メートル、軌道が載る天端の幅は21呎（6.4メートル）あり複線構造に対応できるだけの幅があったが単線で敷かれた（開業の4年後に複線化）。断面は裾広がりの台形で、左右に広がる擁壁は土羽で斜面を成すように設計されたが、実際に発掘された状況では一部区間では陸側に面した擁壁は波の影響を受けにくいことから限りなく垂直に近く積まれた場所があったほか、後に海側も埋め立てて拡幅した際に増設した石垣も垂直近い場所が見られた。
現在も浜松町駅南側を流れる古川に第一橋梁（鉄道橋）が架けられ、その先の会津藩藩邸跡地（明治になり陸軍用地として接収）から、金杉浜の地盤改良地を経て古川支流（入間川）の第四橋梁を越えると一度鯖江藩抱地に上陸し、その先が本芝浜の海岸湿地（干潟）となり、そこを埋め立てた場所が第一橋台で、そこから先は完全に海上となる。舟が出入りするため橋台間に水路を確保し溝渠として区切ったことで築堤は5つの橋台に分割されることになった。品川停車場が置かれた第五橋台は八ツ山下で陸地と地続きとなる。溝渠や江戸時代から残る掘割そして自然河川を跨ぐため、横浜までに22の橋が架橋されたが、その内築堤区間では第五〜第八橋梁が築かれた。
築造に際しては陸地から「横仕切堤」と呼ばれる作業道（陸橋）を複数設け、開通後は保線等で築堤へ入るために用いた。小林清親による『高輪牛町朧月景』（1879年作）にも描かれており、1878年に描かれた内務省地理局地誌課編纂の『實測東亰全圖』には田町 - 品川間に相当する築堤区間に8本の横仕切堤が記されている。右記掲出の1891年の地図では、横仕切堤は6本に減っており、高輪北町付近では既に一部で埋め立てが行われ築堤が陸続きとなっている。
石積みの下には杭基礎を打ち込み、盛り土流出防止にしがらみを組み上げるなど、日本の伝統的な土木技術も駆使された。その様子は横浜開港資料館が所蔵する『The Far East』に掲載された明治4年時の建設風景を捉えた古写真に残る。
なお、横浜停車場の手前にも同様の海上築堤が設けられた。

## 発掘
明治32年（1899年）の複々線化に伴う築堤西側（陸側）の埋め立てを皮切りに、同42年の四線化や大正3年（1914年）に完成した品川駅拡張工事で海側の埋め立ても進み、同年12月20日の東京駅開業に伴い山手線烏森駅が新橋駅となり現在の東海道本線軌道が敷設され、新橋停車場は貨物駅の汐留駅となり路線も貨物用の支線化。
昭和10年（1935年）の鉄道用地を含む品川地区市街地整備で完全に均されたため正確な位置が分からなくなっていたが、2019年4月、東日本旅客鉄道（JR東日本）高輪ゲートウェイ駅西側周辺の再開発工事（TAKANAWA GATEWAY CITY建設）に際し、約1.3 kmにわたって高輪築堤の遺構が発見された。
JR東日本は、高輪築堤の調査や研究を港区教育委員会などと進めた上で、築堤の一部保存および移築保存を通じた公開展示（2021年1月10日 - 1月12日には事前応募抽選制の現地見学会を実施）などの検討を表明。また、港区の監督の下、外部の有識者らで作る「高輪築堤調査・保存等検討委員会」を設置し、調査を進めた。しかし、JR東日本側は調査や保存による再開発計画見直しの懸念もあり、全面的に保存するのは難しいとした。これに対して、日本考古学協会は2021年1月及び同年3月に、高輪築堤は日本最初の鉄道が開通した際に造られた世界的にも珍しい海上築堤であり、小規模な一部保存では高輪築堤の意義が損なわれるとして、JR東日本や文化庁などに対し、現地での全面的な保存を求める要望書を提出した。他にも産業遺産学会や日本歴史学協会など20以上の団体から保存などの要望が出された。文化財の指定等及び保存・活用に関しての事項の調査審議を行う文化審議会文化財分科会も「日本の近代化に関する遺跡として重要」と評価し、現地保存を求めるという意見表明を文化庁に提出している。萩生田光一文部科学大臣（当時）は国史跡の指定も視野に、調査費の支援を進める考えを示した。
これらの意見を受けてJR東日本は2021年3月23日に、計画中の再開発ビル4棟のうち1棟の設計を見直し（3街区）、築堤の一部を現地で保存する考えを示した。設計変更などの費用は概算で300億から400億円程度を見込んでいる。同年4月21日には、JR東日本が「高輪築堤調査・保存等検討委員会」が取りまとめた内容を踏まえて、「第七橋梁」付近約80 m（3街区）と公園隣接部約40 m（2街区）を現地保存、信号場跡付近約30 m（4街区）を移築保存、その他の地区は記録保存をすることが発表された。同年5月17日から解体・記録する本調査を着手している。
2021年8月23日には文化審議会が、「旧新橋停車場跡」に現地保存を表明している橋梁部を含む2か所の計約120 m分を追加指定する形で史跡にするよう文部科学大臣に答申した。同年9月17日の告示によって正式に史跡指定されている（指定名称は「旧新橋停車場跡及び高輪築堤跡」）。2022年2月22日には、国際記念物遺跡会議が「発掘・記録・破壊のサイクル」の停止とより広い範囲での一般公開、開発計画の見直しなどを求めている。
2023年11月15日、羽田空港アクセス線工事準備に伴う地盤確認調査（トレンチ調査）で、田町駅北側の本芝公園（雑魚場跡）付近の軌道下から石垣が検出されたことが明らかとなり高輪築堤の一部と推測されたが、山手線・京浜東北線など営業路線にかかっていることから正式な発掘調査はできず周知の埋蔵文化財包蔵地となった。これを受けて、JR東日本は築堤を避けて通すために羽田空港アクセス線の計画を一部変更することを2024年4月15日に発表した。それによると一部はやむをえず解体撤去するが、残せる部分は現地（線路下土中）保存することになる。
また、2024年10月1日に公表されたJR・京急品川駅および軌道の移設に伴う周辺開発で新たに整備される駅北口と街区に設けられる広場には、確認された第八橋梁横仕切堤や初代品川駅（旧品川停車場）のための第五築堤に関しての保存については言及されていない。
2024年12月8日 - 12月9日、TAKANAWA GATEWAY CITY5・6街区で進められていた築堤の存在と位置を確認するトレンチ調査9か所の内の一つを一般公開する見学会を実施。当該区の開発では建造物建設の予定地からは外れていることから、埋め戻し保存する。

### 第七橋梁
第七橋梁は、東京側起点の新橋から数えて七番目に設けられた橋であり、高輪ゲートウェイ駅北側に位置している。海上に鉄道を敷設することで漁業ができなくなるとする反対論があった東京湾の漁業者に配慮して設けられた水路跡である。三代目歌川広重の錦絵『東京品川海辺蒸気車鉄道之真景』には描かれたままの姿を見せており、保存状態の良好さを示している（広重が描いたのは同じ設計の第八橋梁とされている）。

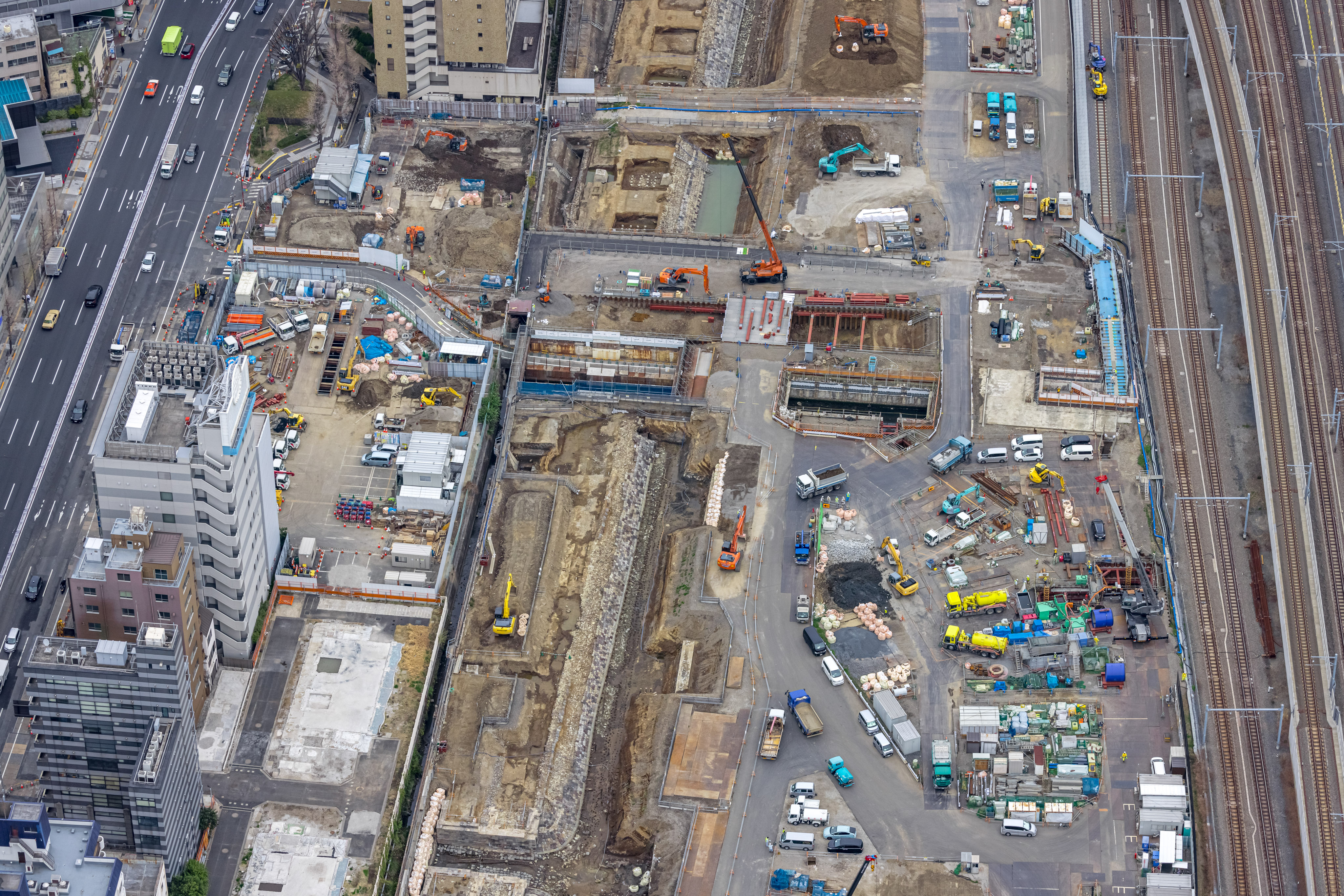
発掘された高輪築堤
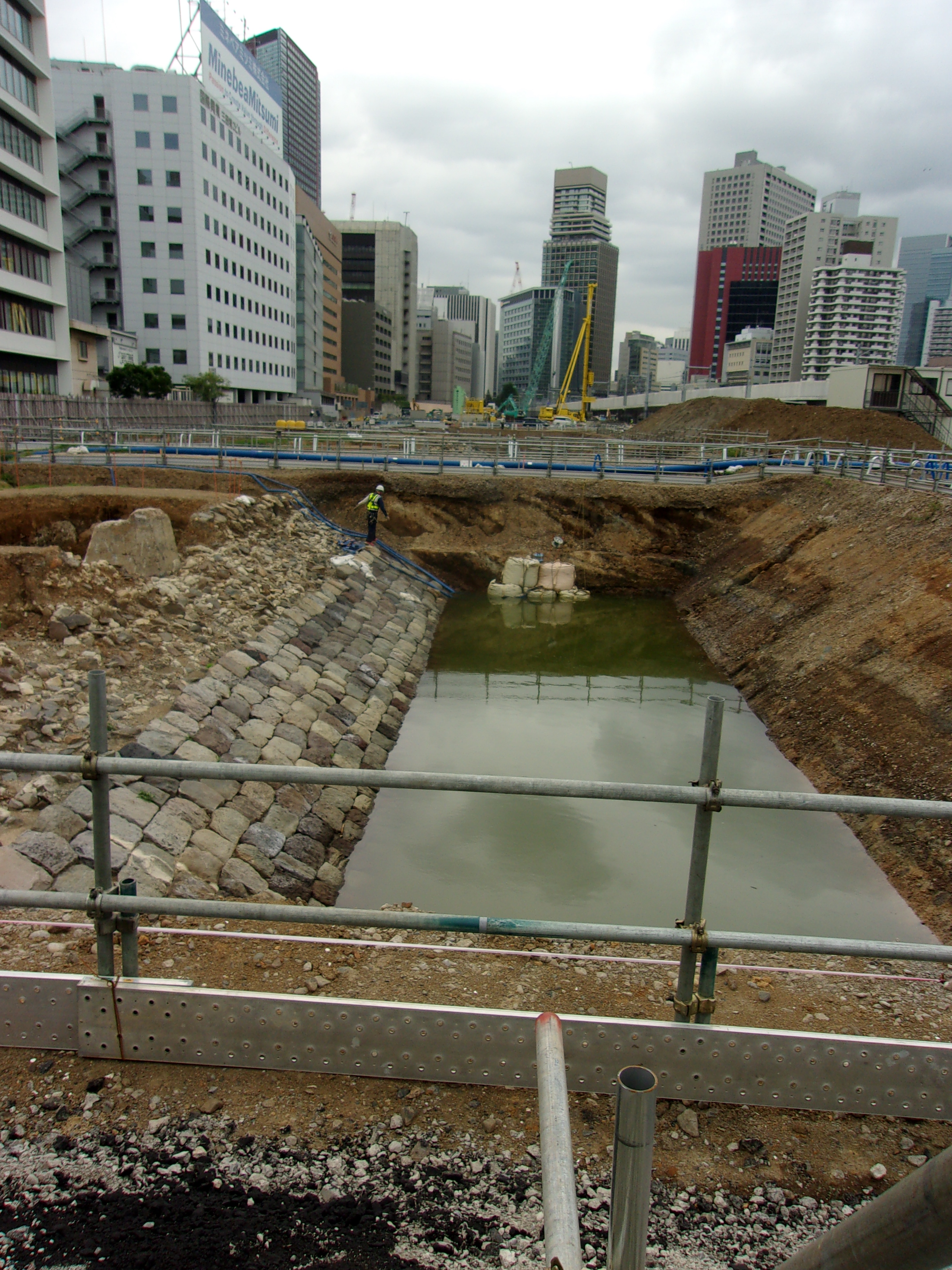
高輪築堤の石積み
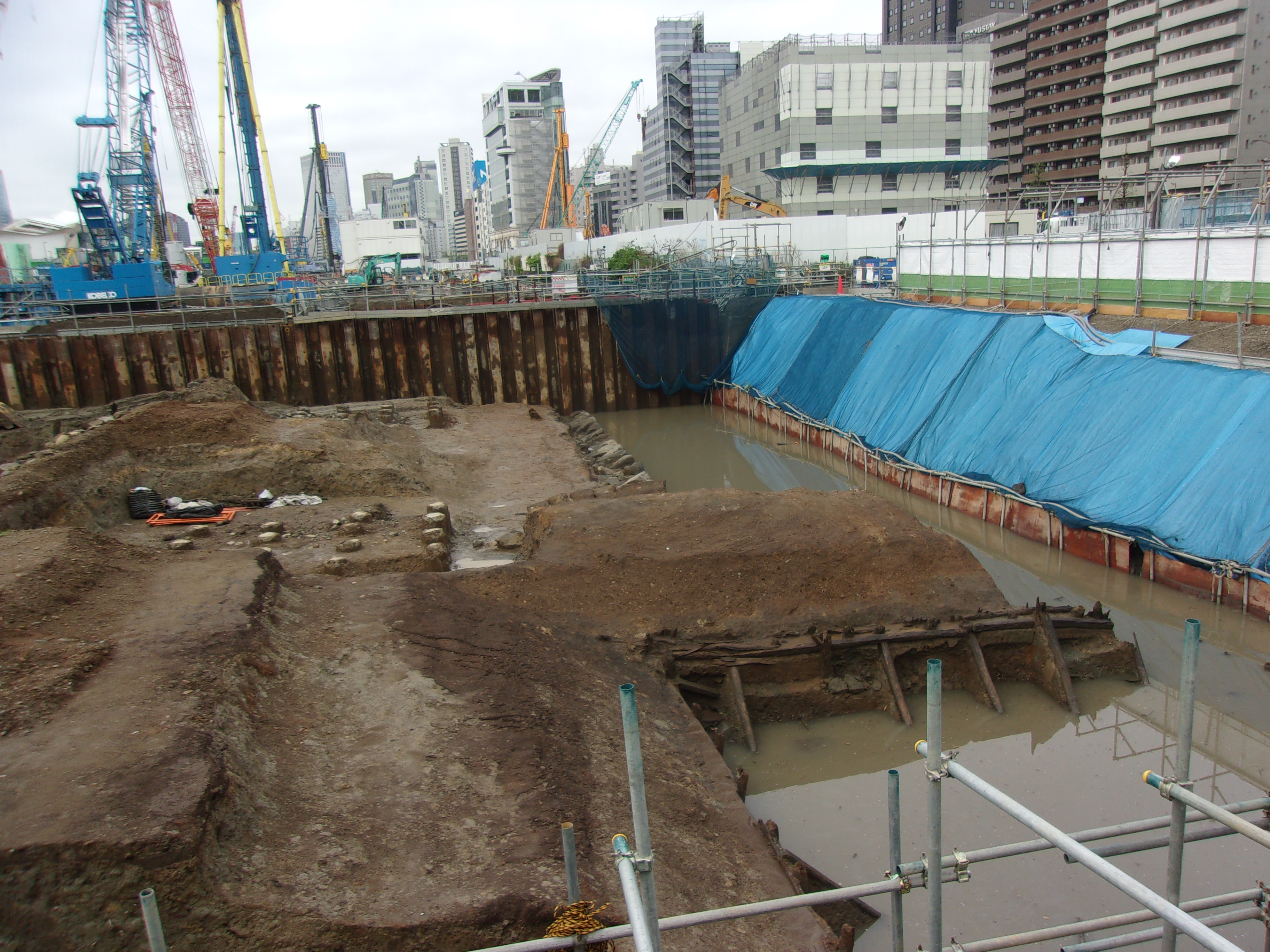
石積み下から出土した埋立時の土留め木組み

## 史跡公園整備
2024年10月31日、JR東日本がTAKANAWA GATEWAY CITY第1期の開業＝街びらきを2025年3月27日とする旨を公表したのに伴い、TAKANAWA GATEWAY CITY内に取り込まれた高輪築堤の扱いについて詳細が明らかになった。それによると開業時期の順に、4街区のTHE LINKPILLAR 1 南北両棟に接する泉岳寺辻広場（計画時呼称「広場3号」）と高輪辻広場（「広場6号」）の間を結ぶ自由通路（「広場4号」、延長約300メートル）を鉄道公園としての「TAKANAWA LINK LINE」とし、同区画内で発掘された築堤信号機土台部分を移設した状態で公開し、通路上には開業期の鉄道が走ったライン上にレールを埋め込んだり、植え込み囲いに石垣石材を流用するなどを実施。敷地外とを仕切る壁には石垣の模様を描いた上に日本の鉄道史を往時の錦絵や古写真などで紹介する「TAKANAWA LINK SCAPE」とし、スマートフォンなどタブレット端末をかざすと林修の解説動画や築堤上を走る鉄道の様子を見ることができるARプログラムも公開する。
次いで2026年春竣工予定の第2期区画となるTHE LINKPILLAR 2に伴う3街区公園では、現地保存した状態の築堤（第七橋梁部）をそのまま公開。同時開業予定の文化創造棟（正式名称「MoN Takanawa：The Museum of Narratives」／設計：隈研吾）に伴う2街区公園部分では築堤を空中回廊の展望テラスから軌道面を見下ろしたり、地下回廊から石垣を見上げるように見学できる。
さらにTHE LINKPILLAR 2内には築堤基礎に用いられ回収された木杭をあしらった「築堤ギャラリー（仮称）」（設計：内藤廣）を2027年度を目途に開設する。
2025年3月27日の第1期街びらきに合わせ、TAKANAWA LINK SCAPEのARプログラムが公開され、同29日よりTAKANAWA LINK LINEも開放されたが、整備事業が間に合わず信号機土台部分の公開は遅れることになったほか、2期区画も含め公開は2027年度中ということになった。
なお、LINK LINEでは今後信号機土台部分の整備工事の都合で部分的に閉鎖されることがあるほか、屋外マーケットのLINK MARKET開催時には事前の準備に伴い立入制限され、開催中はテントやキッチンカー設営によりLINK SCAPEの壁が遮られたり再現軌道上にベンチが置かれるなどして見通しが利かなくなる。また、LINK SCAPEの壁は工事囲い用フェンスを利用したもので、整備が完了した時点で撤去され、ARプログラム共々終了する期間限定（終了時期未定）のサービスである。
その後、信号機土台部分は、先行開業した4街区と第一京浜の間（高輪2丁目21番／LINK SCAPE壁外）の区画「品川駅北周辺地区第一種市街地再開発事業」区域4-2B・Cの間に「広場5号（仮称）」（約1,400平方メートル）を整備して、そこに移設設置することとなった。区域4-2B・Cは2024年度に着工し（4街区が開業した2025年3月27日時点ではまだ複数のビルが残り、一部更地化したが未起工）、竣工が2029 - 2031年度、全体供用開始は2031年度を予定しており、広場5号の完成公開もこの時期になる見込み。

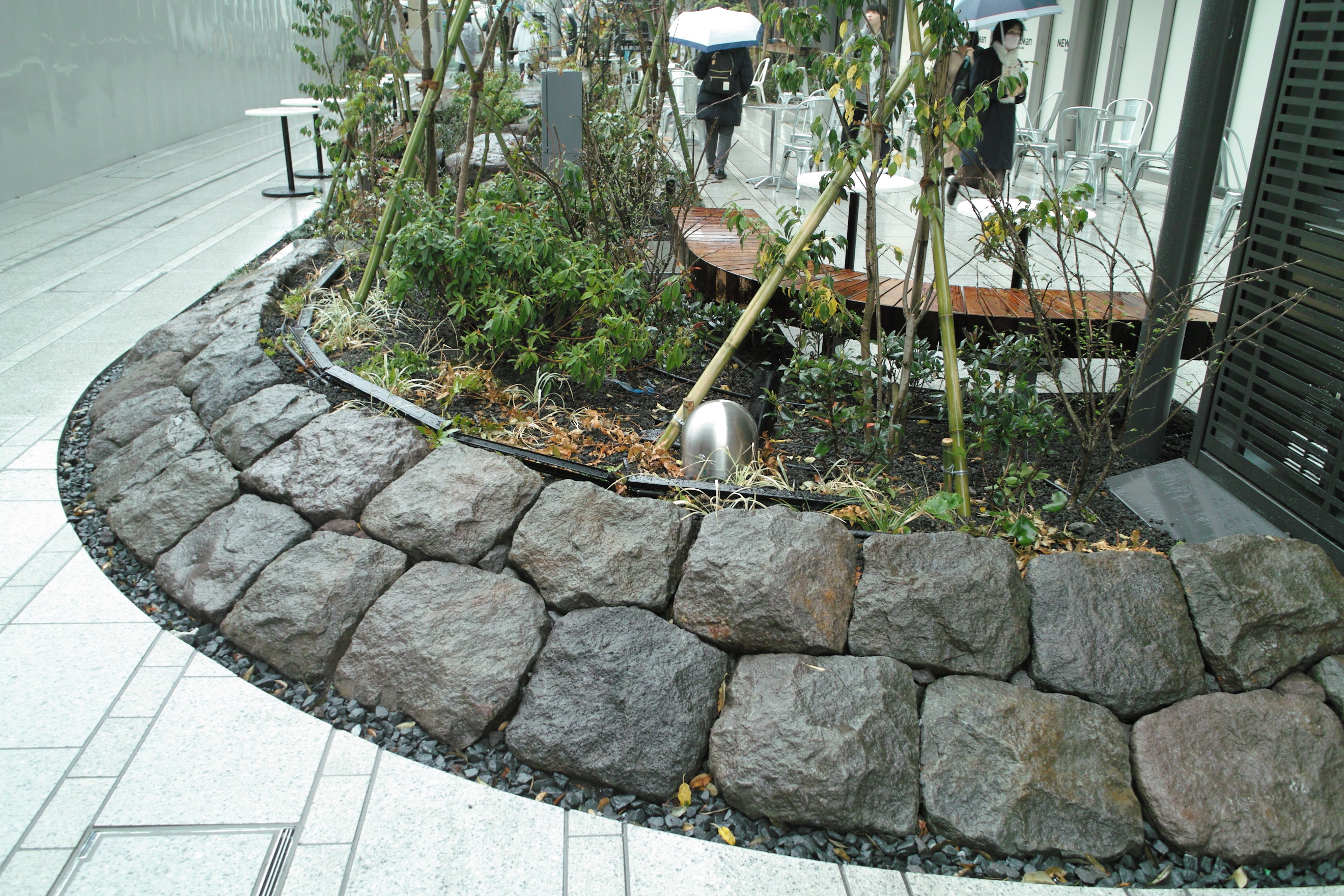
LINK LINEでの築堤石垣再利用
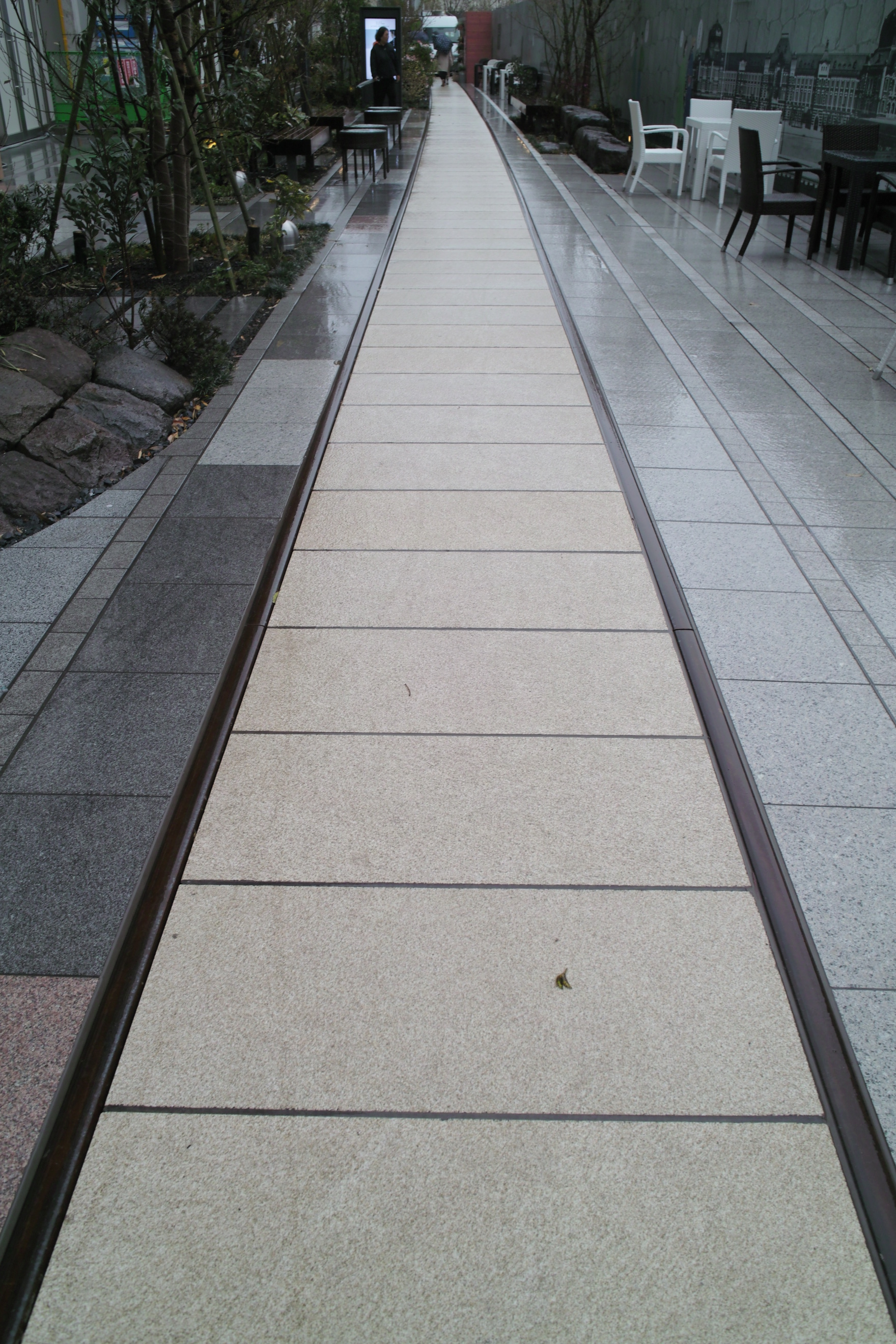
LINK LINEでの築堤上軌道再現
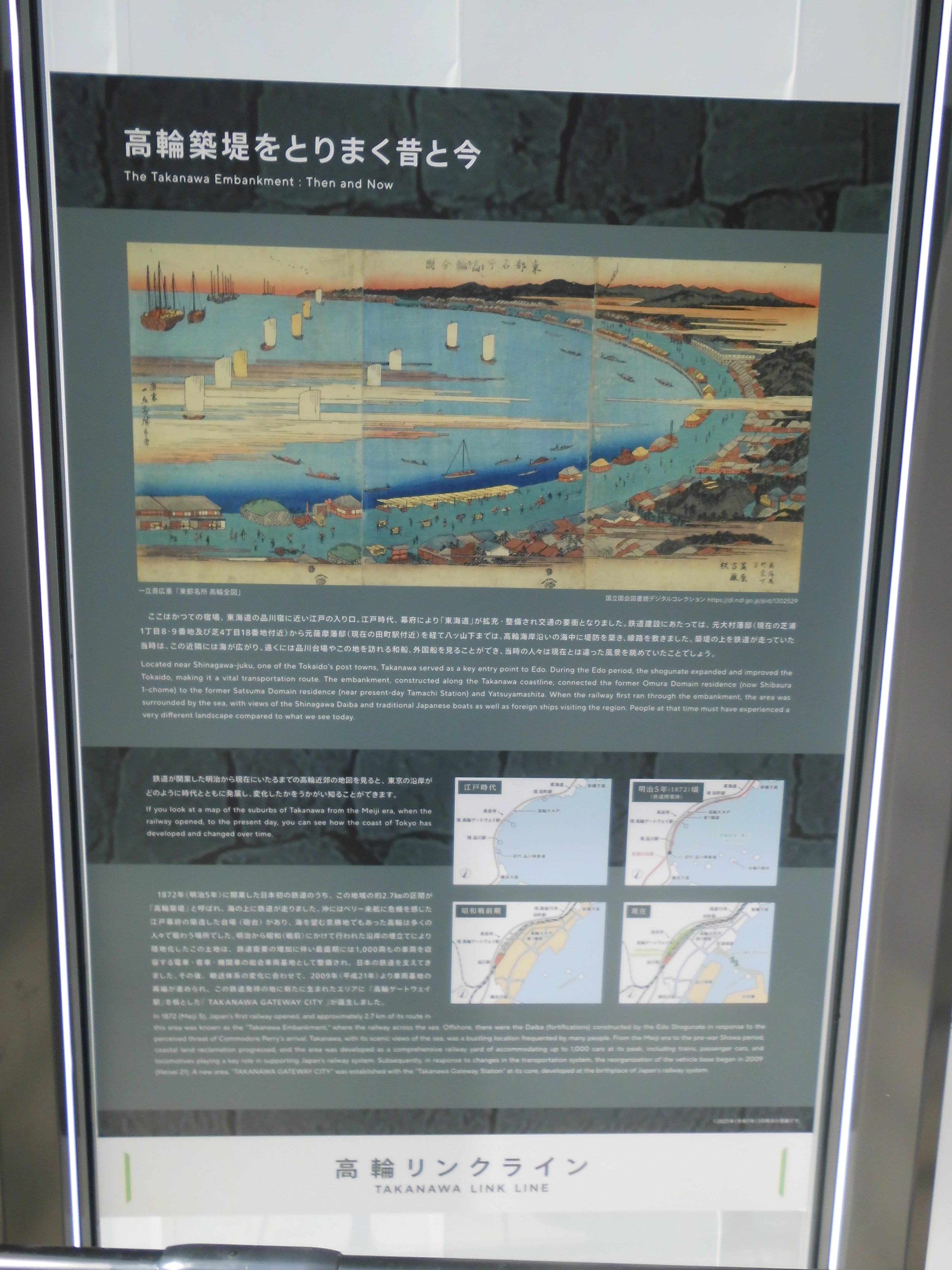
LINK LINEでの築堤説明板
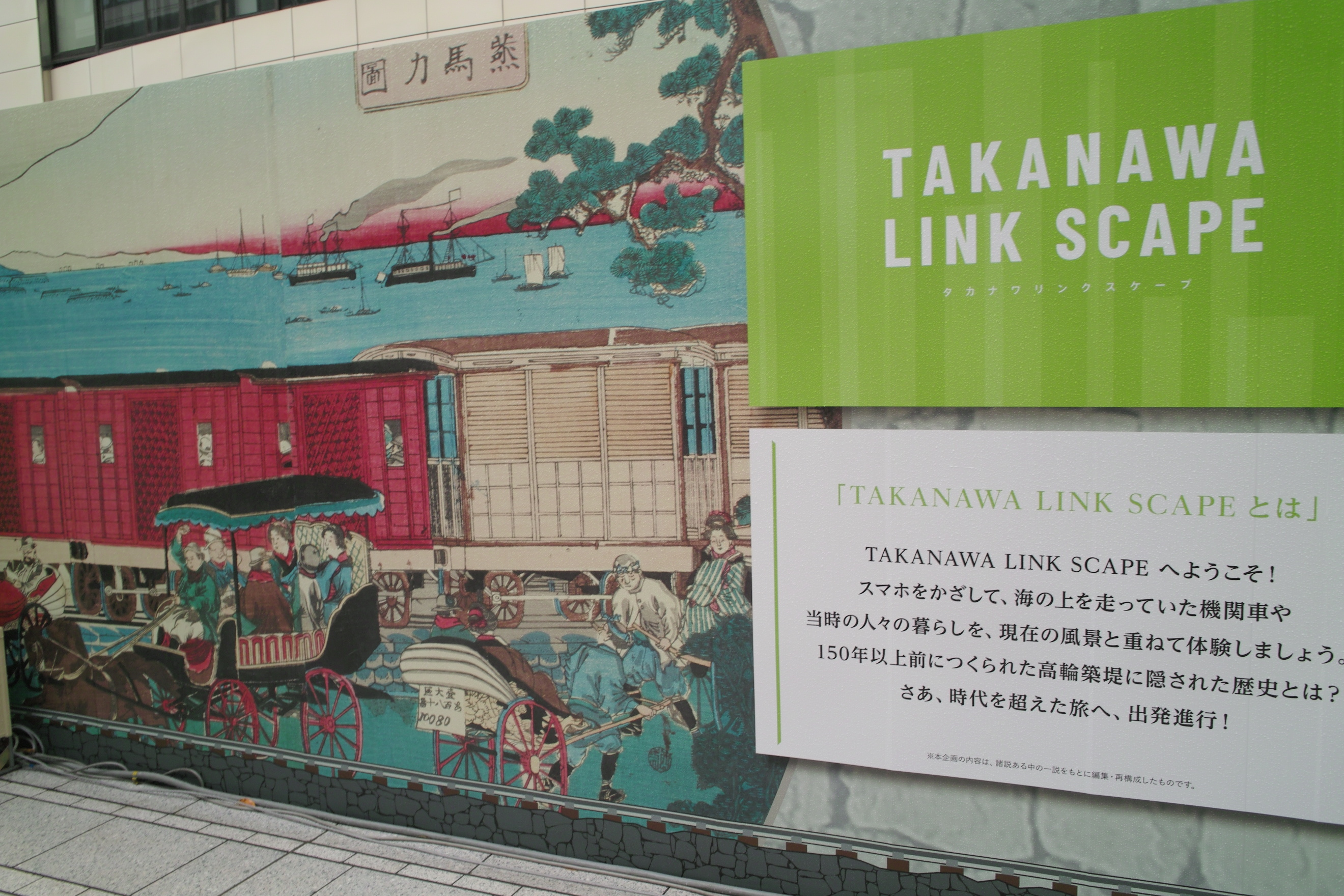
LINK SCAPEにおける日本の鉄道150年の歩み（高輪付近の解説部）
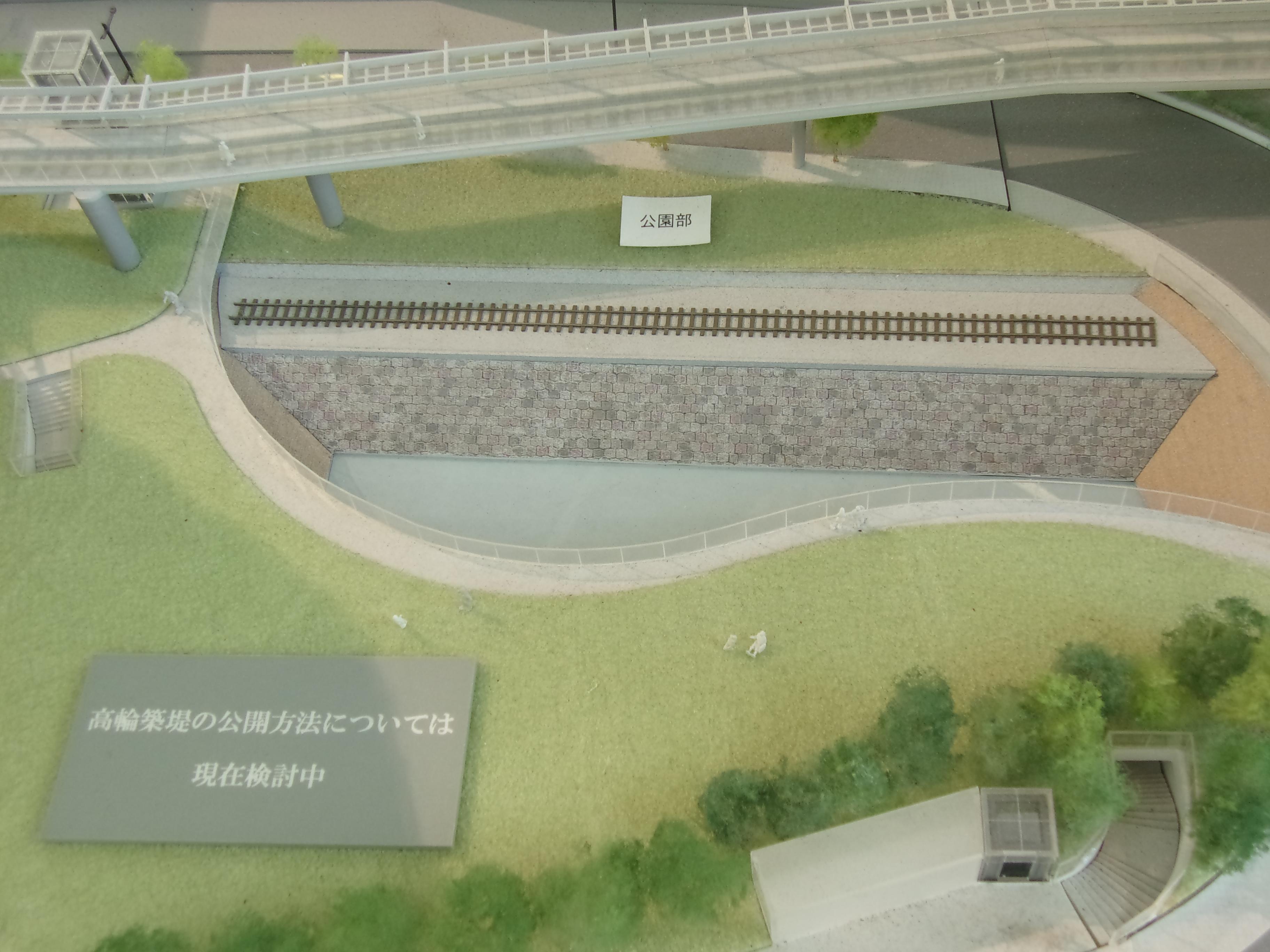
高輪築堤史跡公園の完成予想模型（Gateway Studio展示物）
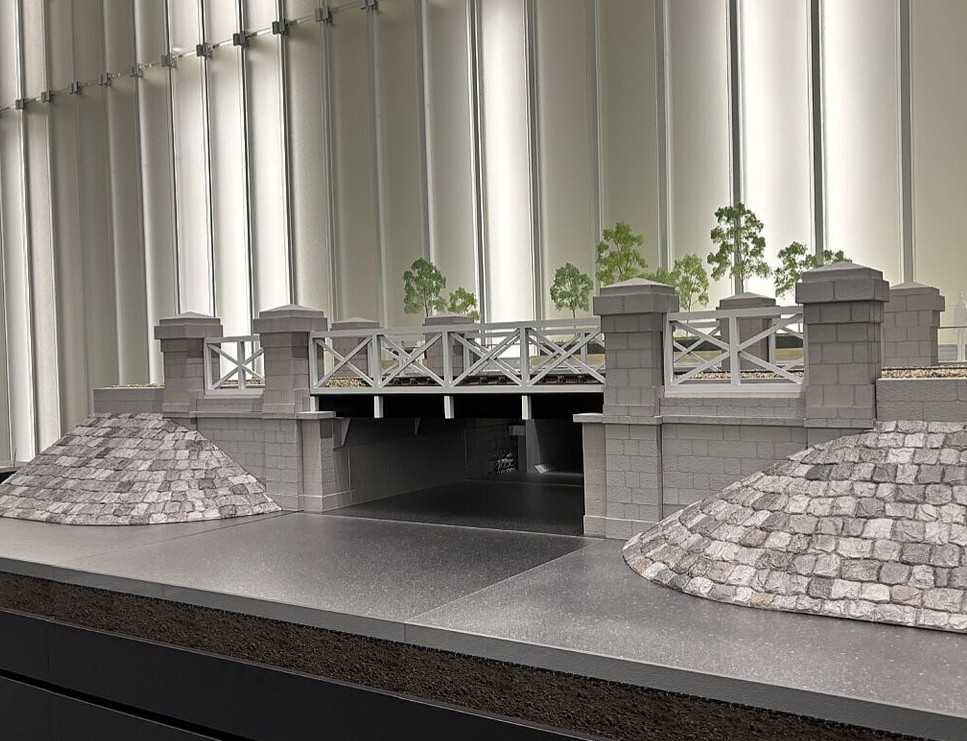
第七橋梁の模型（THE LINKPILLAR 1 SOUTHにて不定期公開）

### 解説展示
TAKANAWA GATEWAY CITYと築堤関連の施設が一部公開されたことをうけ、カンファレンスホール（LINKPILLAR 1 SOUTH 6F）にて「未来へつながる鉄道とまちづくり展」が開催され、高輪築堤の歴史がパネル展示・出土遺物・映像・模型などで解説。また、未来体験シアター(LINKPILLAR 1 SOUTH コンベンションセンターB2）で上映される映像作品でも高輪築堤を走行する1号機関車のイメージ動画が流れる。いずれも2025年6月28日までの開催だが、「築堤ギャラリー（仮称）」での展示に引き継がれる計画もある。

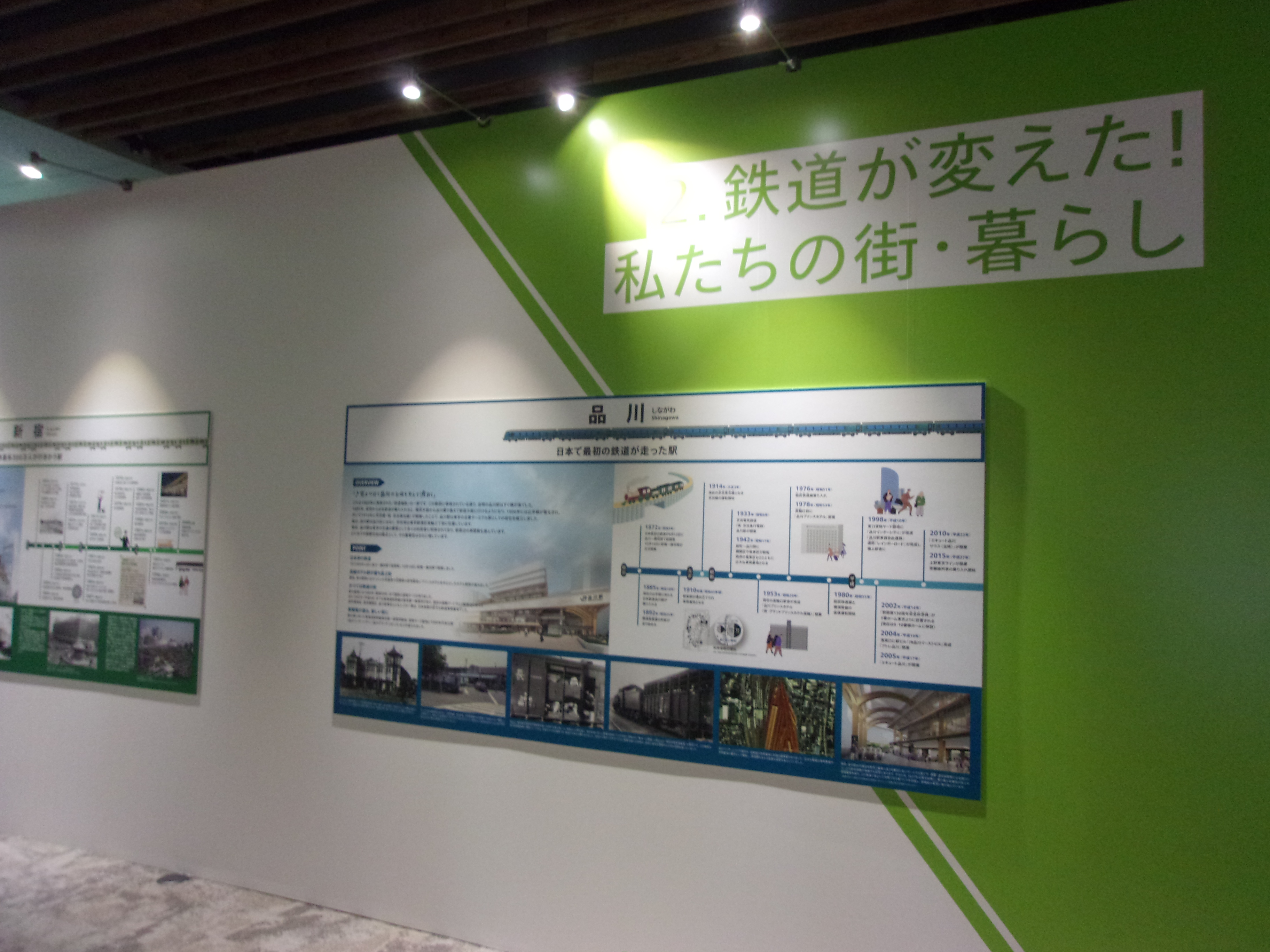
未来へつながる鉄道とまちづくり展（パネル解説）
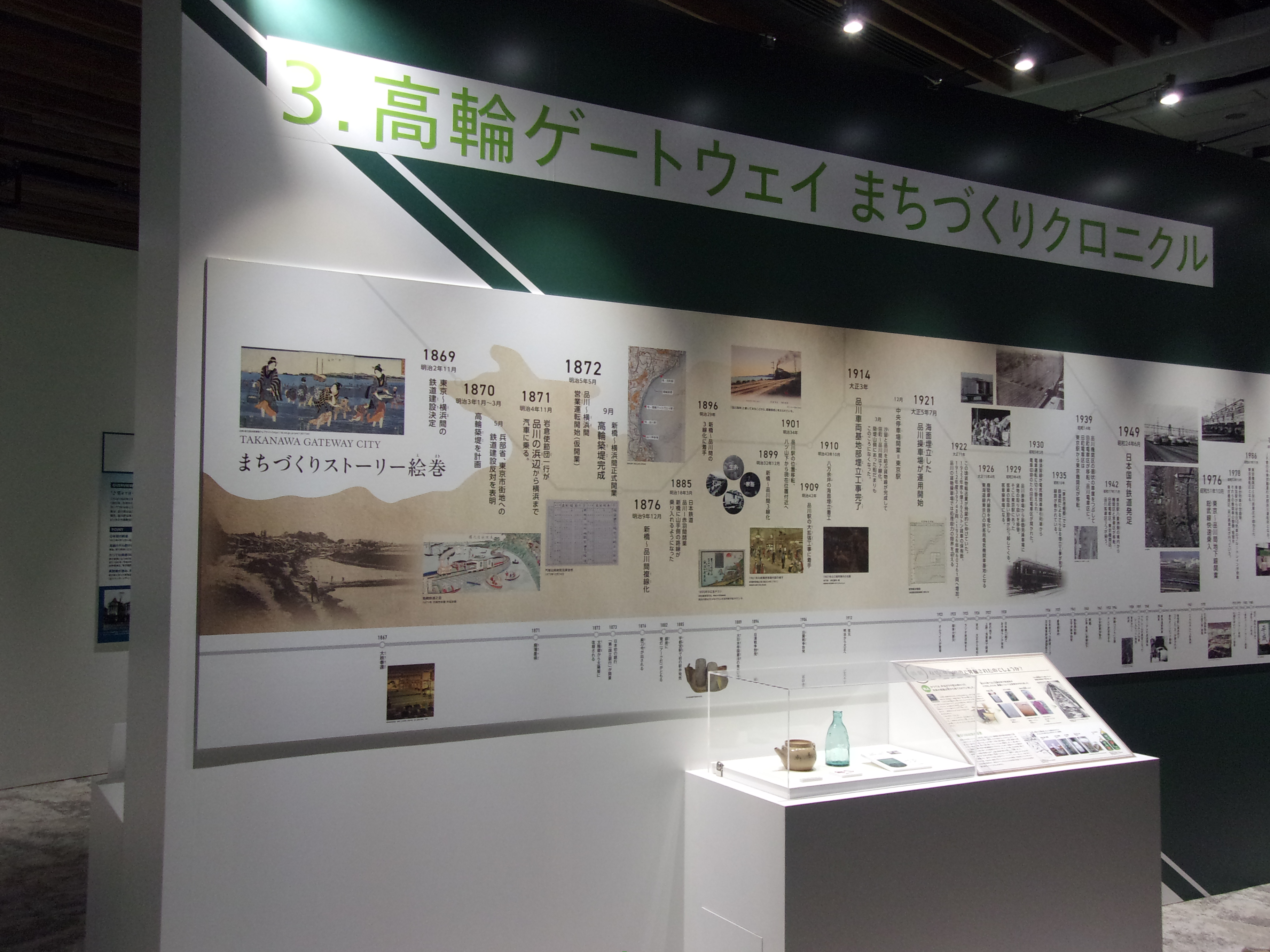
未来へつながる鉄道とまちづくり展（年表と遺物）
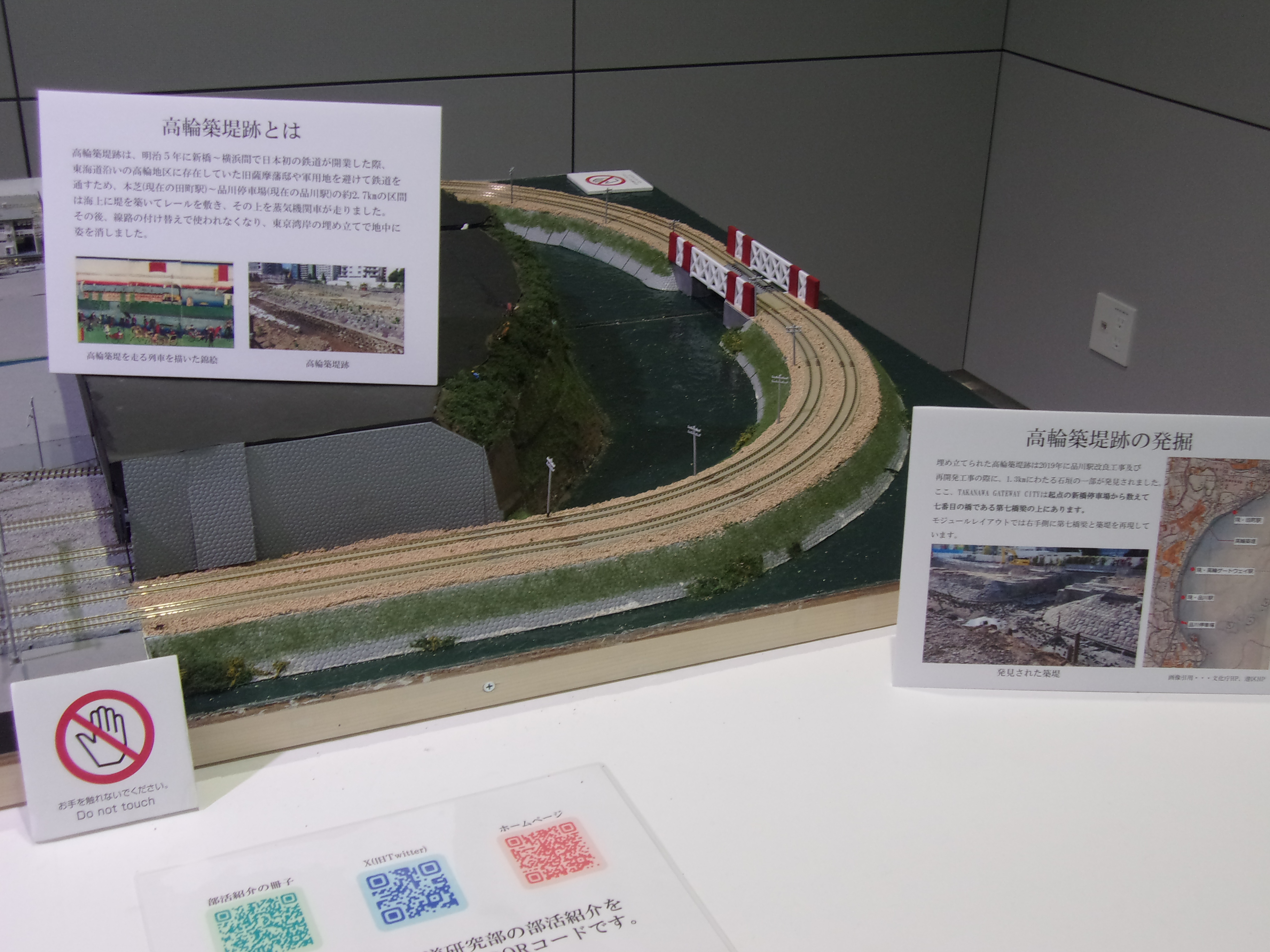
未来へつながる鉄道とまちづくり展（模型）

## 国際的評価
産業遺産に関してユネスコや世界遺産委員会へ助言する権限がある国際産業遺産保存委員会（TICCIH）が、2025年に世界遺産（文化遺産）の可能性を秘めた場所（特に発掘で発見された産業考古学分野）を示すレポート『Sawmills of the World: Understanding and assessing their World Heritage potential』を作成してユネスコに提出したが、その中で高輪築堤にも言及している。

## 移築公開
開発事業に伴い多くの石積みが解体除去されたことから、その部材を貰い受けた復元展示が各地で行われている。
- 大隈重信ゆかりの地である佐賀県は事業費6900万円を投じ、国史跡の範囲から外れた部分から約300個の石を譲り受けて佐賀県立博物館（佐賀市）敷地内に幅10 m、奥行き10 m、高さ1.9 mの規模で石垣の一部を復元し、2022年4月15日に除幕式を開いた[新聞 17]。同県は2021年7月16日の定例会見において、遺構の一部を県内に移設させたい考えを示し[15][新聞 18]、佐賀県立博物館で一部（長さ10 m・高さ1.5 m）を復元して保存することを同年9月8日に発表していた[新聞 19][新聞 20]。
- 1922年（大正11年）に鉄道教習所内に開設された東京鐵道中学が前身の芝浦工業大学附属中学高等学校に築堤の一部が移設再現され、西武鉄道より寄贈された403号蒸気機関車を載せて、2022年11月12日より一般公開が始まった[報道 5]。
- 鉄道開業150年を記念して、鉄道開業地の名を受け継ぐ新橋駅にあるSL広場の蒸気機関車（SL）展示台に築堤の一部が移設再現され、2023年3月15日にお披露目された[新聞 21]。

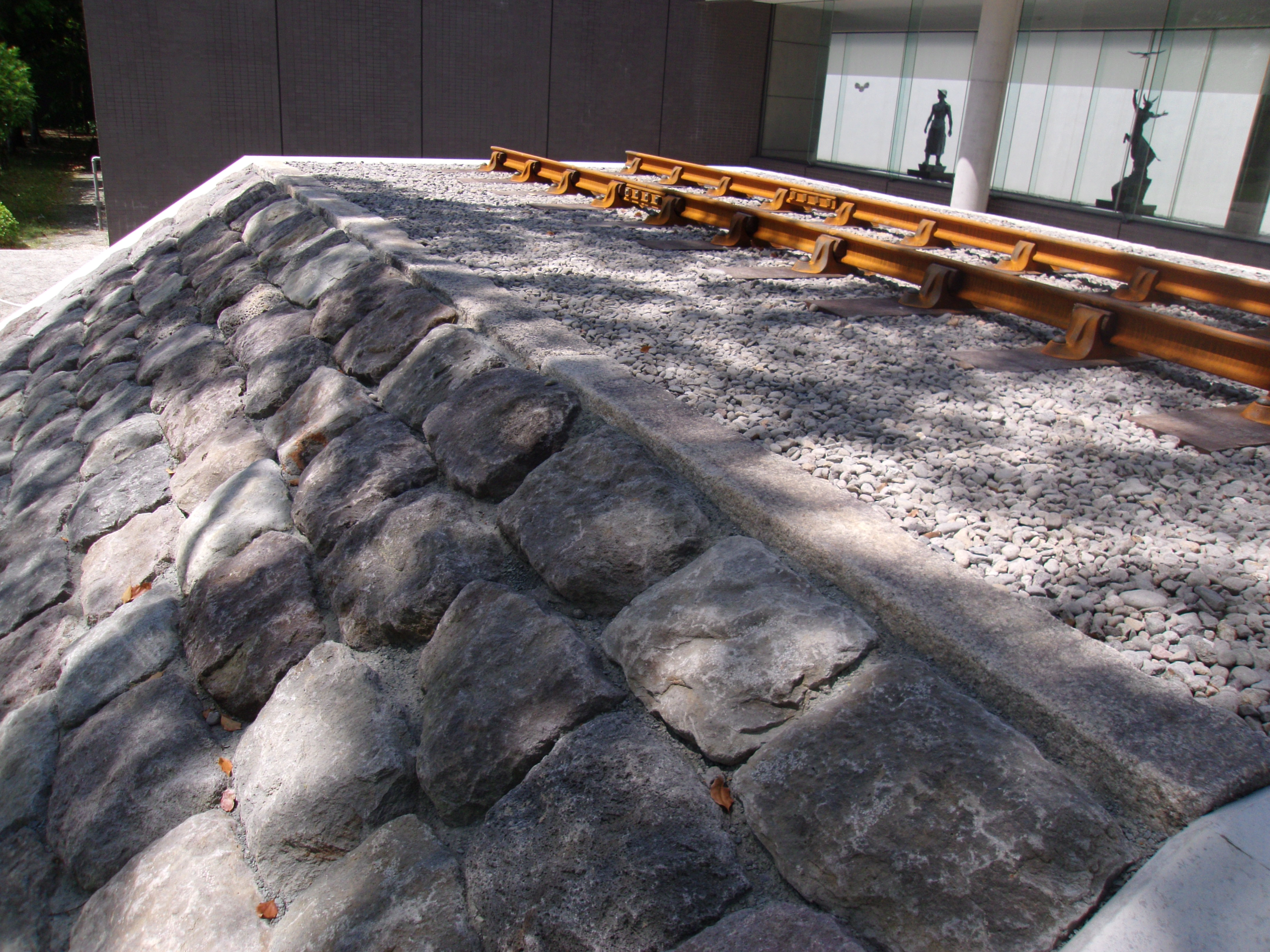
佐賀県立博物館に移築再現された高輪築堤
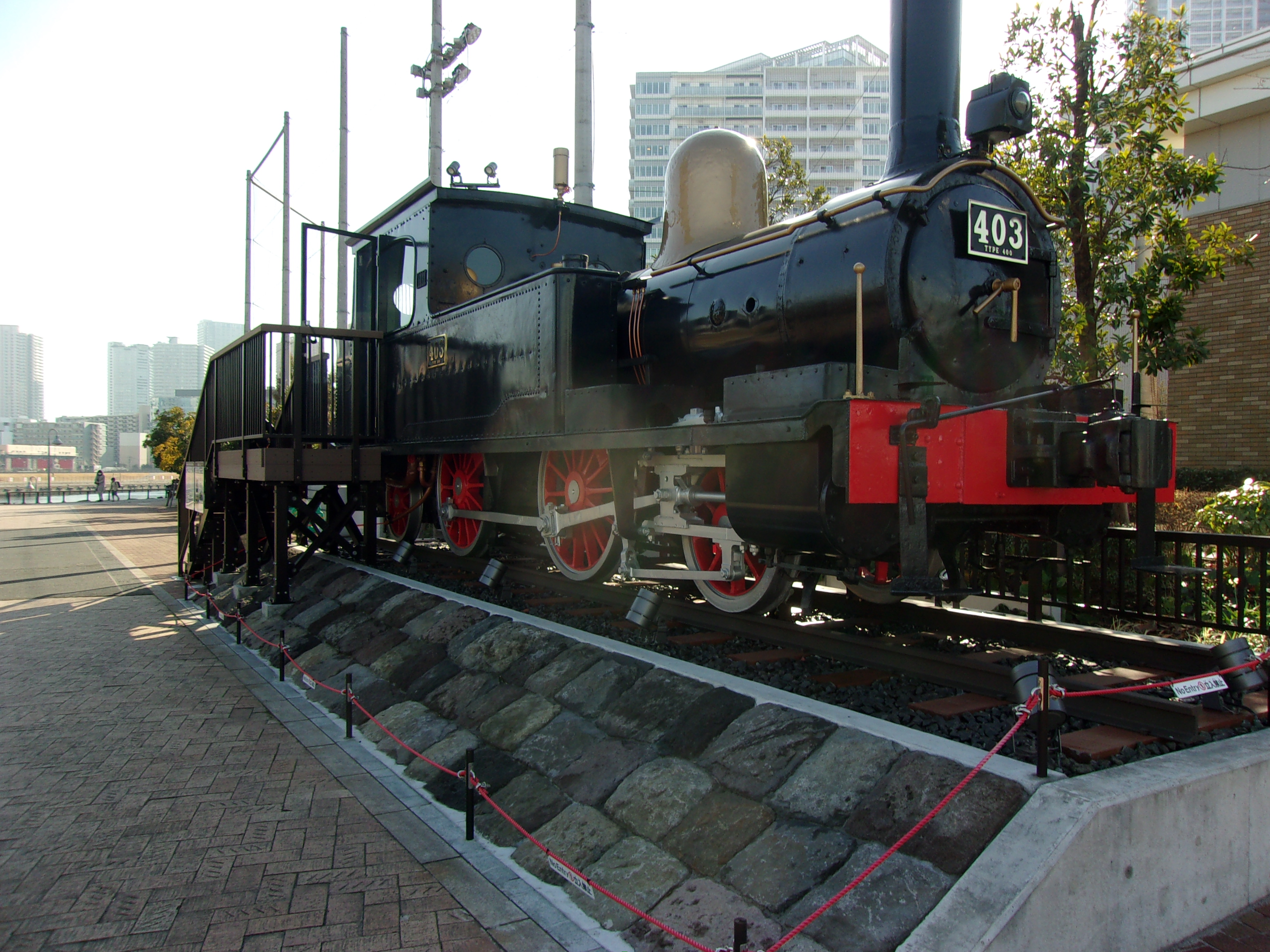
芝浦工大付属校の高輪築堤と403号蒸気機関車
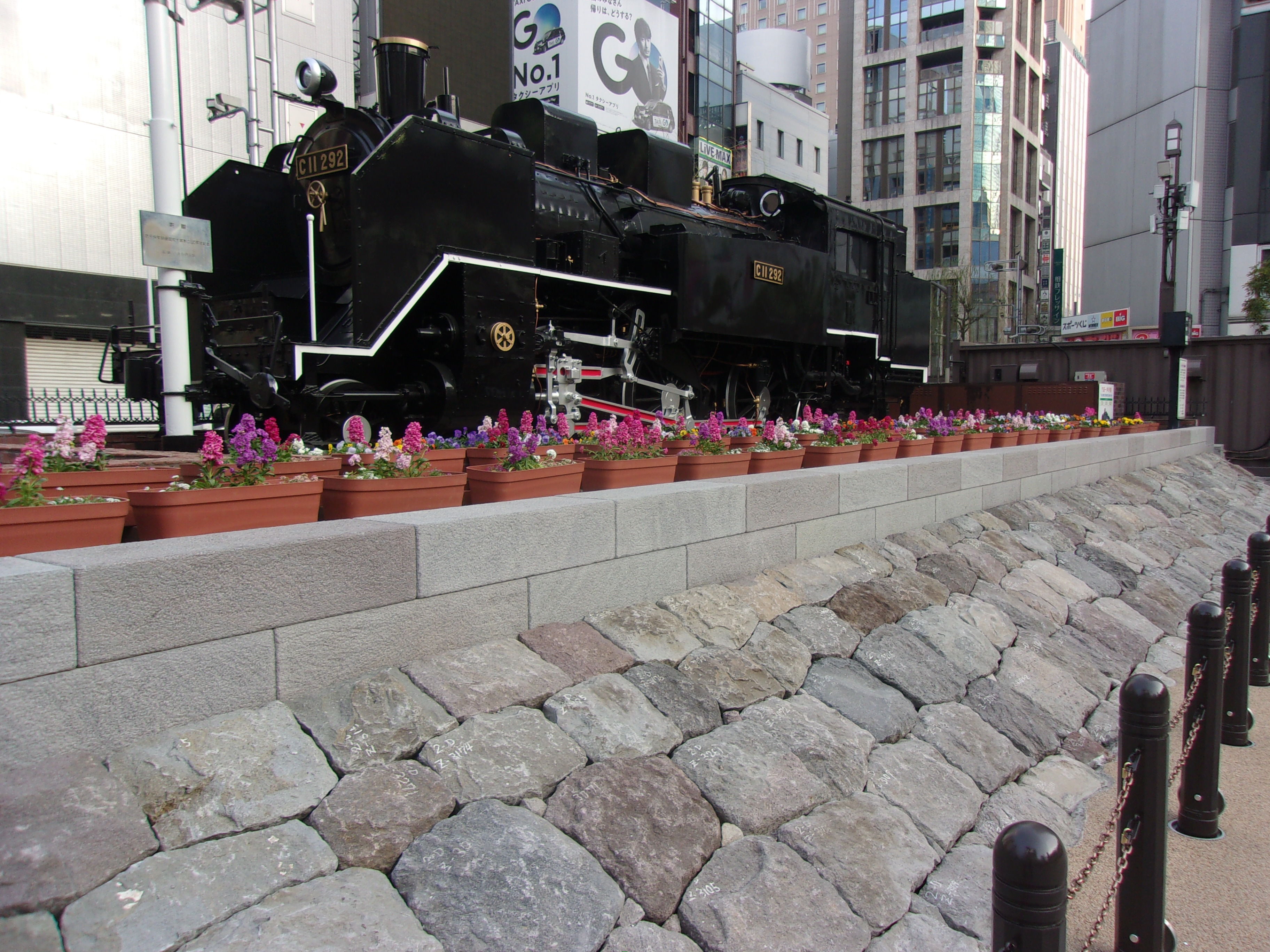
新橋SL広場の高輪築堤

このほか、立体復元ではないが、石垣の石材を単体や複数個並べて展示する場所もある。組み上げていないため、積まれた状態では見ることができない間知石としての裏側を観察することができる。
- 2022年4月17日、唐津市にある早稲田佐賀中学校・高等学校に、石垣で使われていた石が2つ移設された[新聞 22]。
- 2022年12月より鉄道博物館 (さいたま市)のエントランスに石垣4個が並べて置かれている[新聞 23]。
- 2022年12月より早稲田大学の歴史館前に石垣の石材が一つ置かれている[16]。

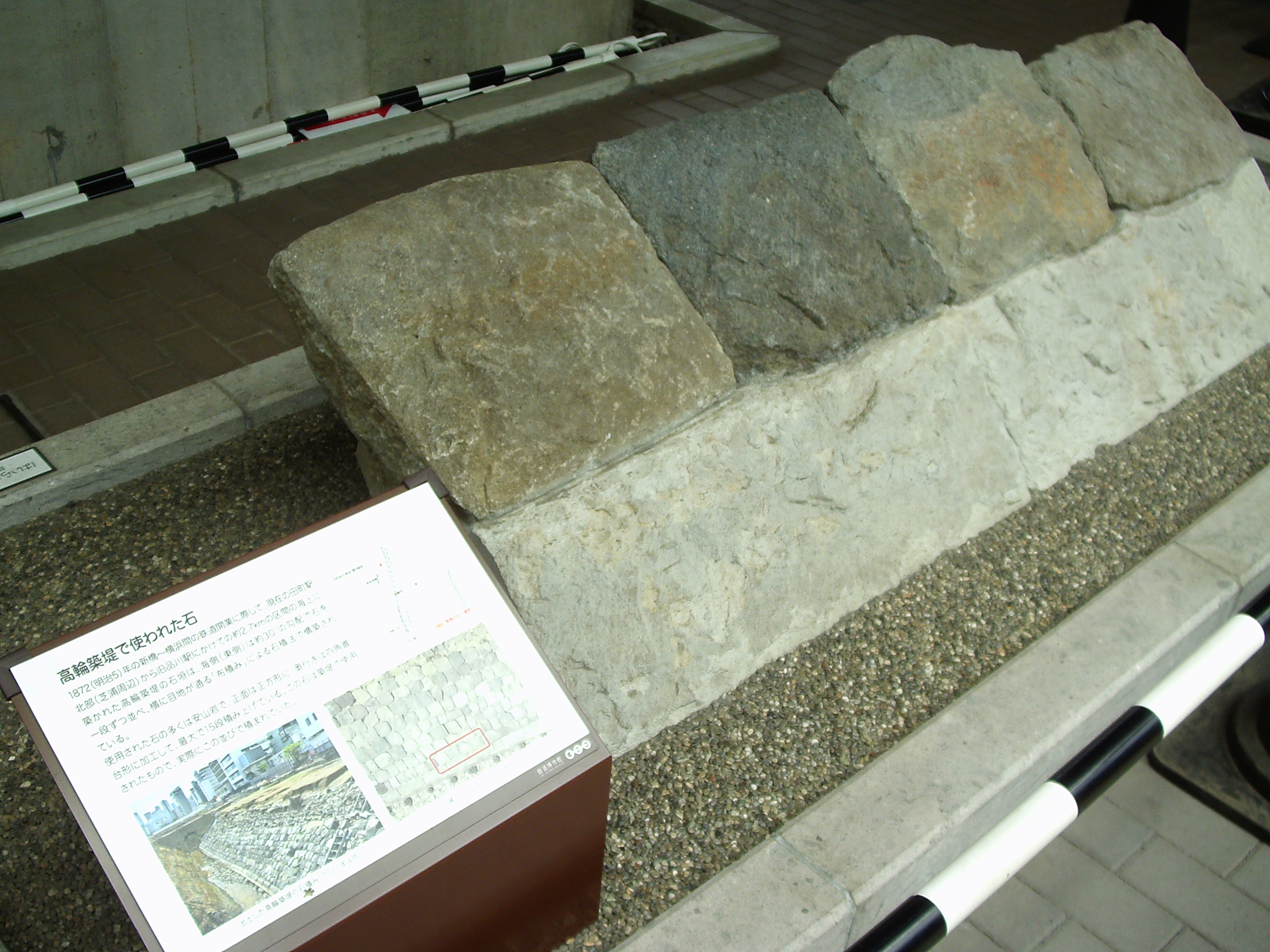
鉄道博物館での展示
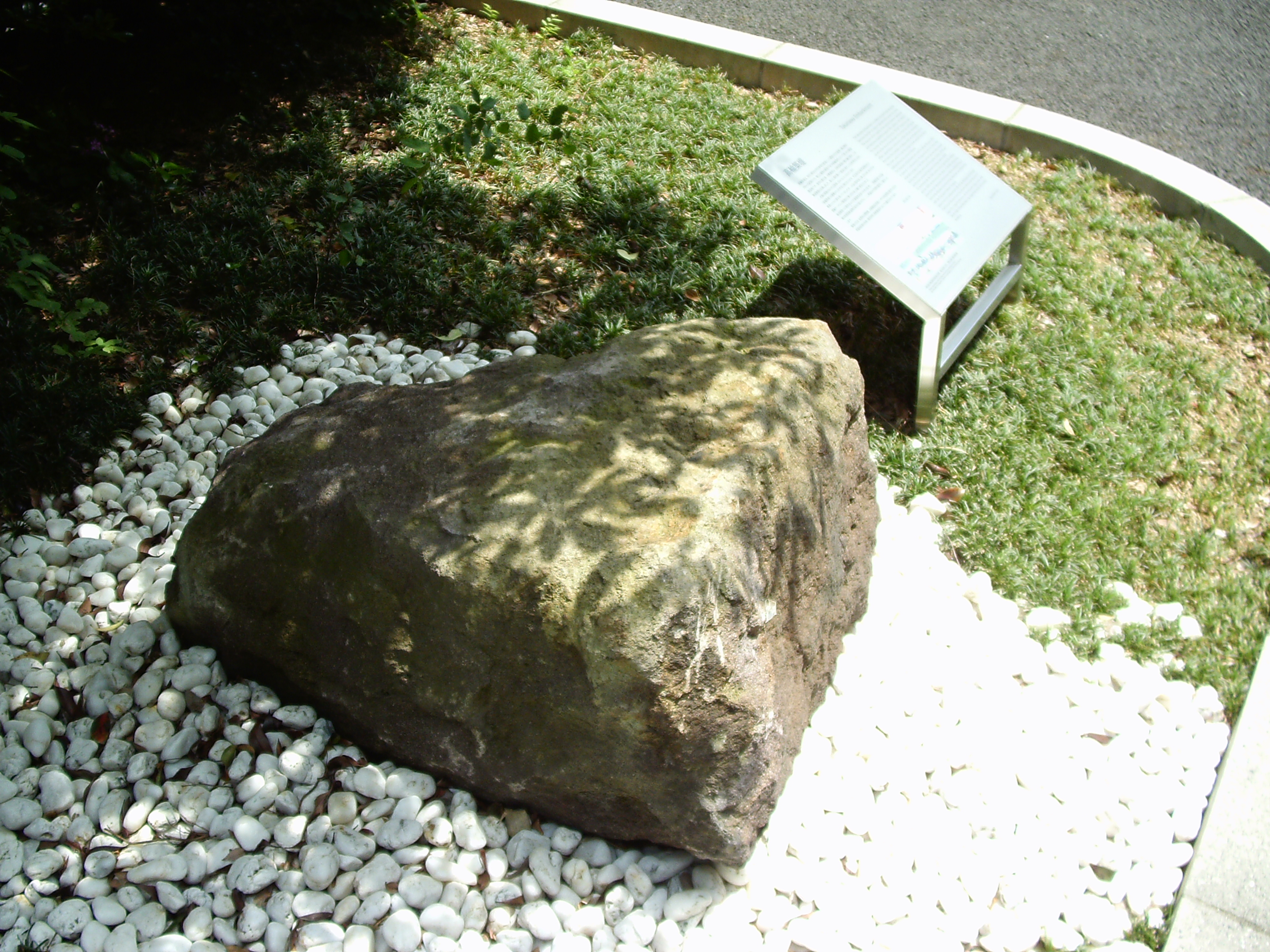
早稲田大学での展示

## 関連する場所
※築堤関連構造がある品川側から築堤外区間となる始発駅の新橋（汐留）に向かって北行する順で掲載
- 品川駅南側で八ツ山通りや八ツ山橋として地名を残す八ツ山は城南五山の一つとして江戸時代に景勝地として知られたが、高輪築堤造営時の埋め立て土確保のために削平された[他 2]。
- 「おばけトンネル」などの俗称で知られる高輪ゲートウェイ駅北側にある高輪橋架道橋下区道（田町車両センター#高輪橋架道橋）は、第三‐四橋台間の第七橋梁に併設した北横仕切堤に伴う車町河岸への水路が後にアンダーパスとなったもの[書籍 11]。2023年（令和5年）10月19日より架道橋下道が南側壁裏を抜けていた暗渠放水路に切り替えられたが、こちらも築堤を潜り抜けていた水路跡となる。
- 国道15号の高輪二丁目交差点（十字路）の桂坂に面した北西角に高輪海岸の石垣が残る。往時の記録では「（第七橋梁の）南横仕切堤は桂坂近くにあった」とあることから、この付近から海に伸びていたことが推測されるほか、高輪海岸が自然の波打ち際ではなく護岸化されていたこと、現在の国道15号は当時は海で必然的に高輪築堤が海中道となったことなどが窺える[書籍 12]。1995年（平成7年）に発掘調査で確認され、一部が現地保存され公開空地となっている[書籍 2]。
- 東京都港区三田と芝浦を結ぶ札ノ辻橋（都道409号）下付近に、現在の新芝運河から入り込む舟寄場があり、その出入りのため第二‐三橋台に分け、その間に水路を残して第六橋梁を跨がせた[書籍 2]。
- 現在の田町駅は新橋 - 品川間の複線化により開設されたが、そこは第二橋台と一体化した薩摩藩邸内に設けられていた砲台（台場）基礎を活かしたものである。薩摩藩閥が中枢を占めていた明治政府は東京防備の観点から当初土地の明け渡しを拒んだが、鉄道が開業すると兵員輸送の有用性から軍需利用も含めることで鉄道敷設積極論へと転じた[他 3]。
- 港区芝と芝浦を結ぶ田町駅北側の雑魚場架道橋は、第一‐二橋台間の第五橋梁下の溝渠に相当する[書籍 2]。なお、雑魚場の名前は江戸時代に漁師の船溜まり（小港）があり、水揚げした魚河岸があったことに由来する[他 4]。雑魚場は東海道新幹線開業当時はまだ残っており新幹線も溝渠を跨ぐ橋梁上を走行していたが[書籍 13]、1970年（昭和45年）に雑魚場の入り江が埋め立てられ、水路も架道橋下歩道となった[他 4]。
- 同じく芝と芝浦を結ぶ国道130号に架かる芝橋ガードは、かつて江戸湾に注いでいた入間川に架けられた第四橋梁（築堤区画外）の後身となる。工事区間としては最後まで残り、1872年8月2日に完成。当初は木橋であったが、明治10年代に鉄橋へと架け替えらえた。当時の軌道は東海道貨物線跡に概ね重なると考えられる。築堤が出来たことにより排出土砂が堆積し砂洲となり、1927年（昭和2年）に河川ごと埋め立てられた[書籍 1][書籍 2]。なお、芝橋ガードは道路となった現在も架道橋ではなく、鉄道施設の河川橋梁扱いとなっている[書籍 13]。
- 同じく芝と芝浦を結ぶ新浜町ガードは第三橋梁（築堤区画外）下となる旧会津藩蔵屋敷の海へと繋がる掘割（荷船乗り入れ水路）に相当すると目される[書籍 4][書籍 2]。
- 雑魚場架道橋・芝浜ガード・新浜町ガードがある浜松町駅 - 田町駅間の海側（芝浦一丁目）では、東海道新幹線建設時に東海道貨物線用として遺存していた擁壁をコンクリート製に改修したが（海辺護岸ではなく東京モノレール橋脚を含む荷重対策）、これは往時から残っていた護岸擁壁を作り直したものであり、この付近に築堤の第一橋台があった[書籍 13]。
- 芝と芝浦を結ぶ旧川口町架道橋は第二橋梁部（築堤区画外）に相当し、その下にあった溝渠は2000年（平成12年）より港区道196号となっている。区道化にあたり、新橋 - 横浜間を走った軌道跡に相当する旧東海道貨物線の橋梁が撤去され、橋台壁のみが現存する[書籍 14]。
- 浜松町駅界隈は先に存在していた旧芝離宮恩賜庭園（江戸時代の大名浜御殿）との掘割石垣を活かしつつ、その南側に広がる芝浦海岸で高輪築堤と同じ技法で海側に護岸擁壁を築いた（ほどなく現在の浜崎公園から古川を挟んだBLUE FRONT SHIBAURAにかけて鉄道用地として埋め立てられた／上記テンプレート内の1891年時地図では既に埋め立てられている[補 5]）。古川と並行し港区浜松町一丁目と海岸一丁目を結ぶ港町架道橋（開設当初は湊町架道橋）は、浜崎公園など芝浦海岸埋め立て時の作業道として開削された[書籍 14]。浜松町駅は鉄道開業から35年後に同軌道上に開設された駅で、江戸時代には小田原藩藩邸などが建ち比較的地盤が安定していたことから、駅舎は軌道上に角切石とレンガで基礎を設けた上に建てられた[書籍 4][17]。
- 新橋停車場を出てすぐ、現在の浜松町一丁目と東新橋一丁目のイタリア公園側を結ぶ新銭座ガードは、江戸時代に掘割であったものを鉄道敷設に伴い埋め立てて道にしたもの。架道橋としては桁橋（ガーター橋）であったことから橋梁には数えられていない[書籍 1]。また新銭座濠に接して、韮山反射炉を築いて大砲鋳造を行った韮山代官の江川英龍・英敏親子が土地を与えられ砲場(つつば)を設け[書籍 4][補 6]、発砲衝撃に耐えられるよう敷地を土中から石敷き・石囲いし版築で強固な地面を築いていたことから、そのまま鉄道軌道用地に取り込まれた[書籍 14]。

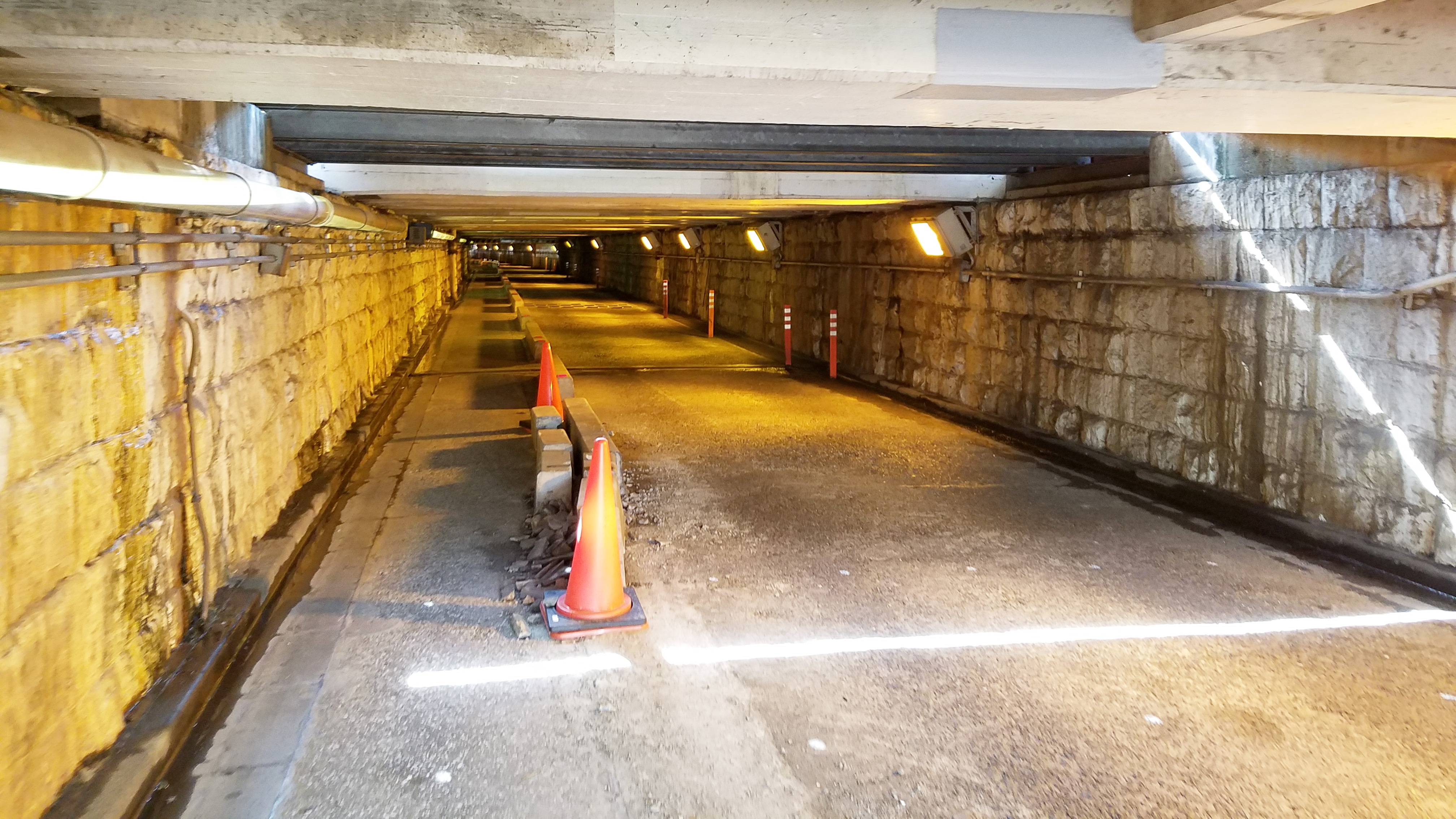
旧高輪橋架道橋下道（2024年に全面解体され現存せず）
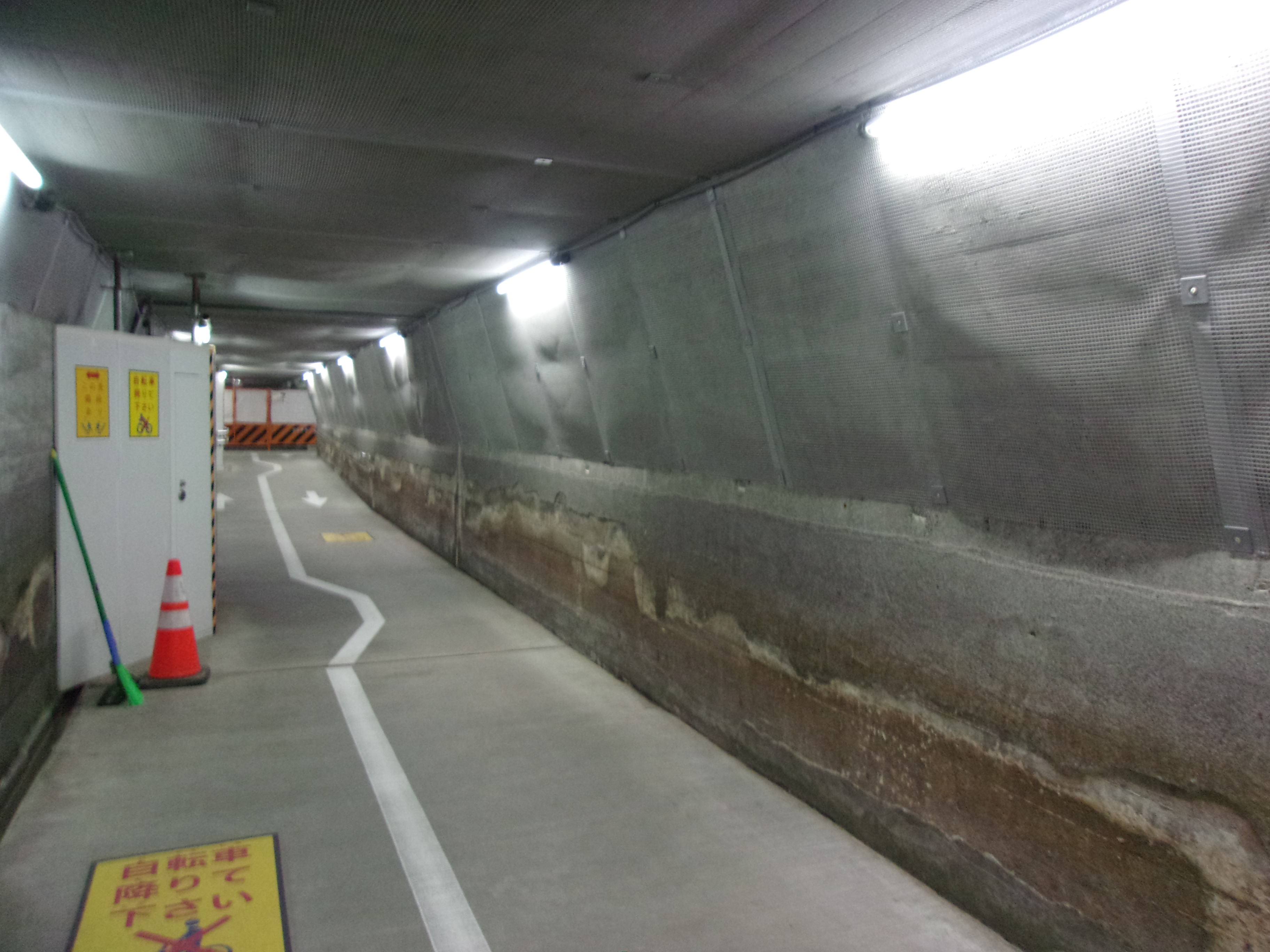
高輪橋架道橋下道の迂回路となった放水路
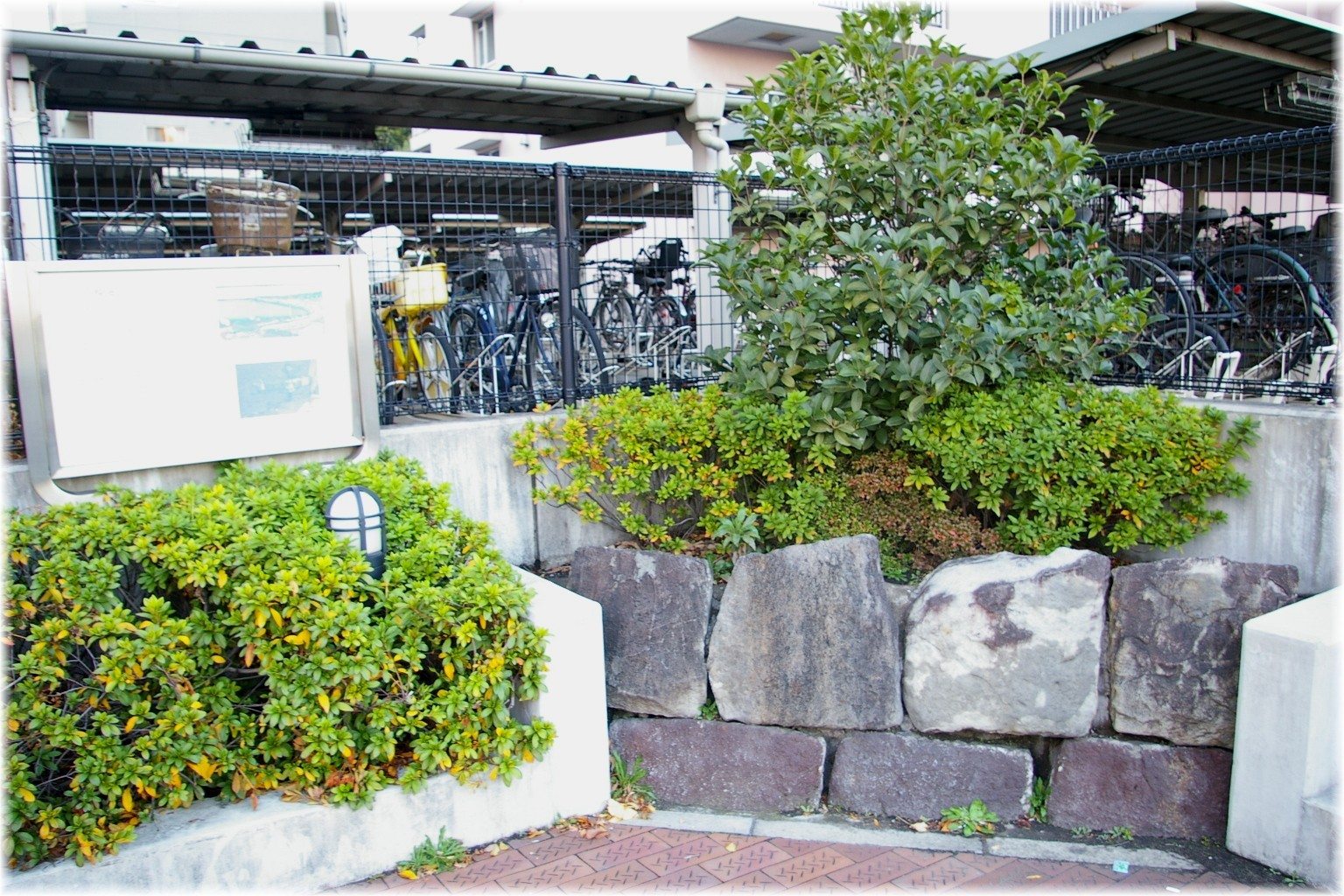
高輪海岸の石垣
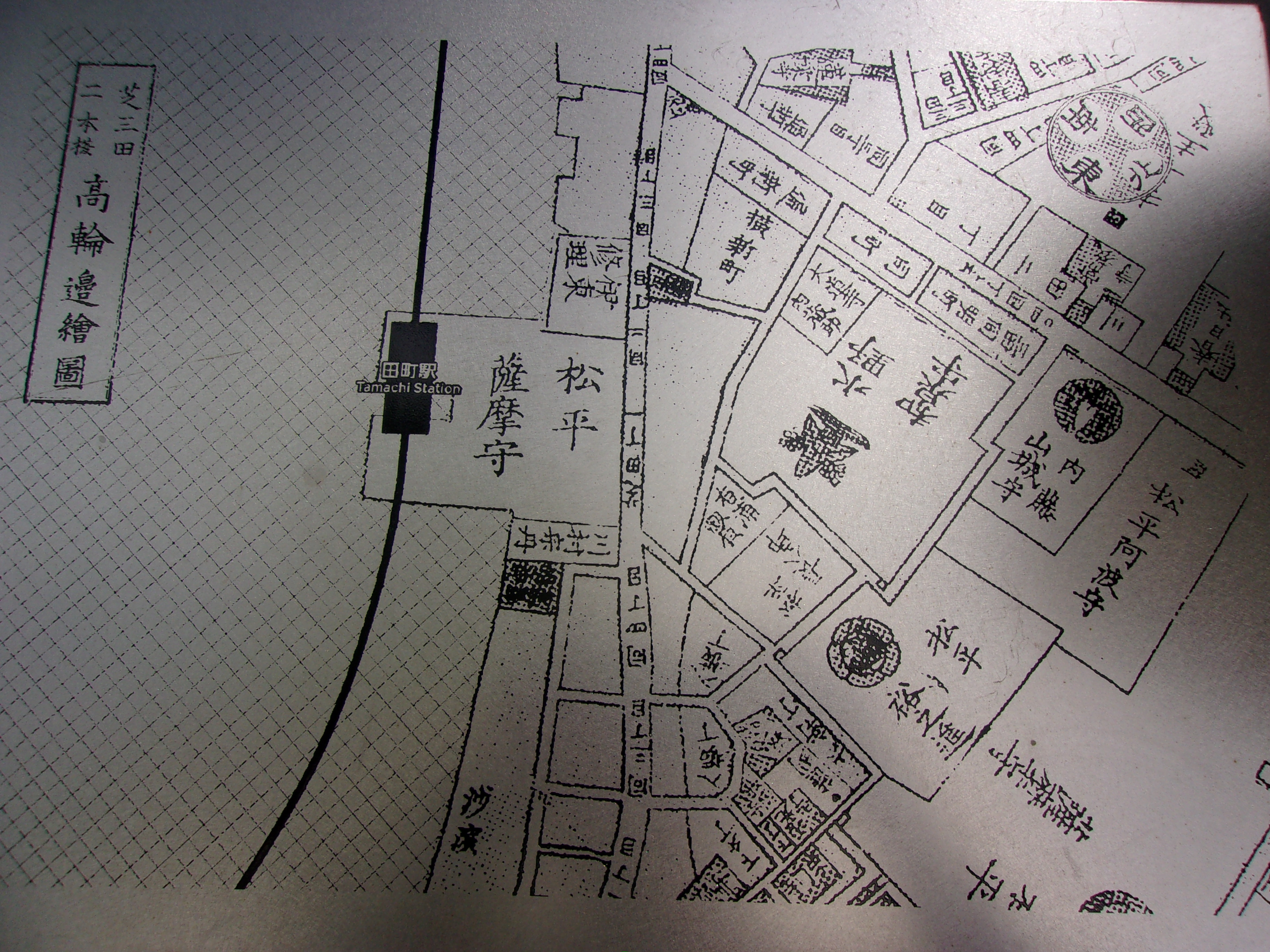
薩摩藩砲台場と田町駅の位置関係
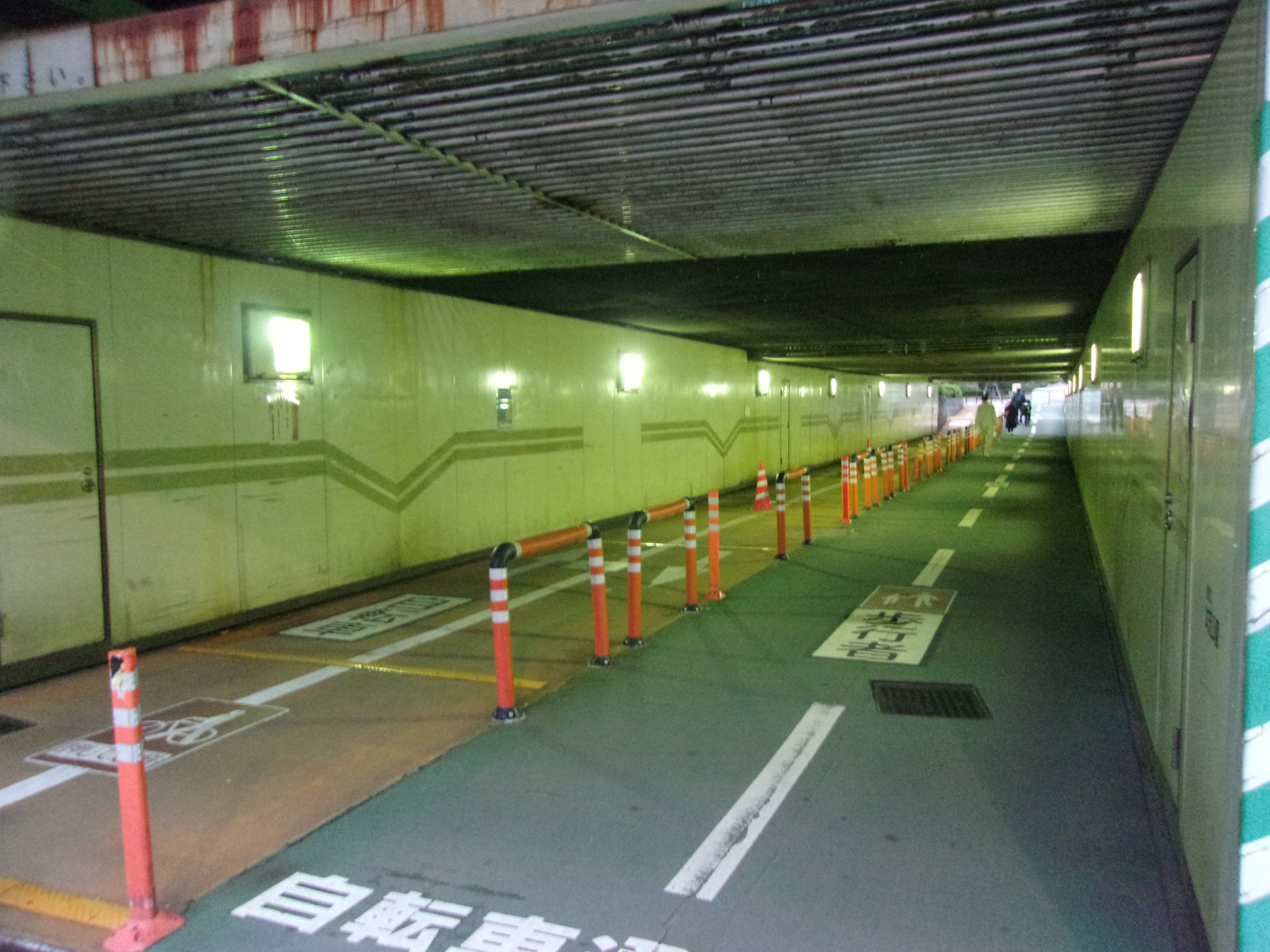
雑魚場架道橋下道
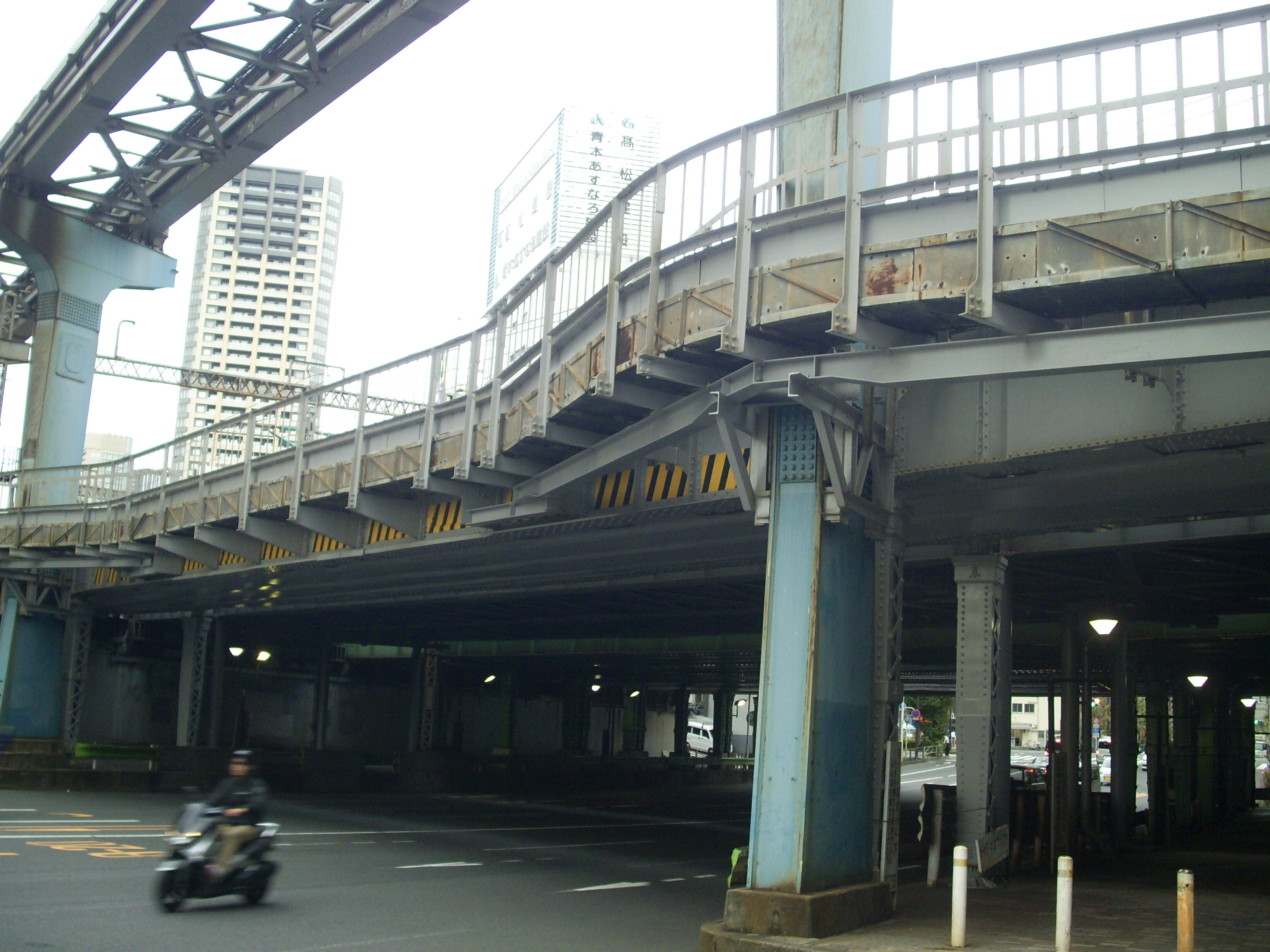
芝橋橋梁（東海道貨物線跡部）
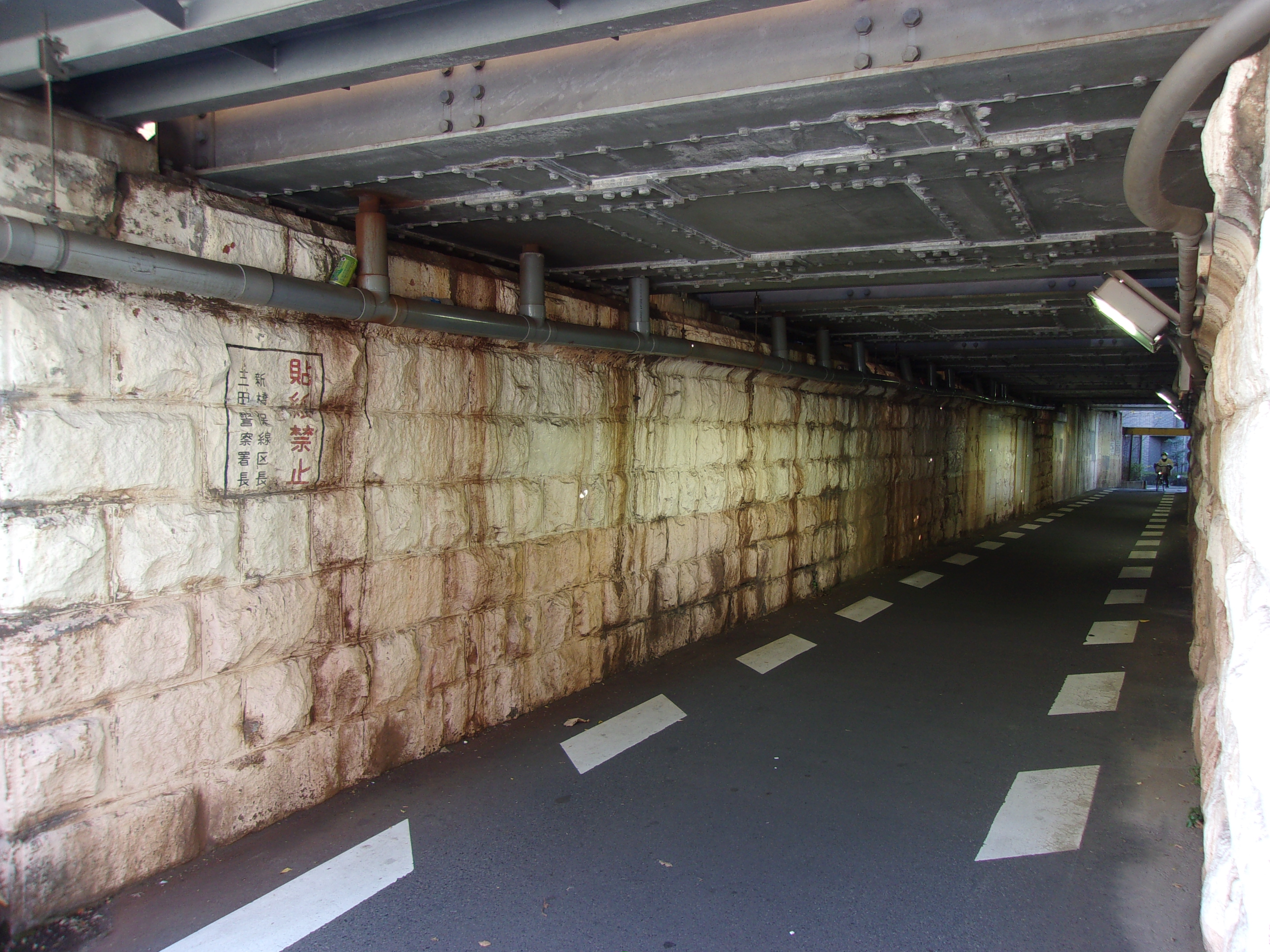
新浜町ガード道
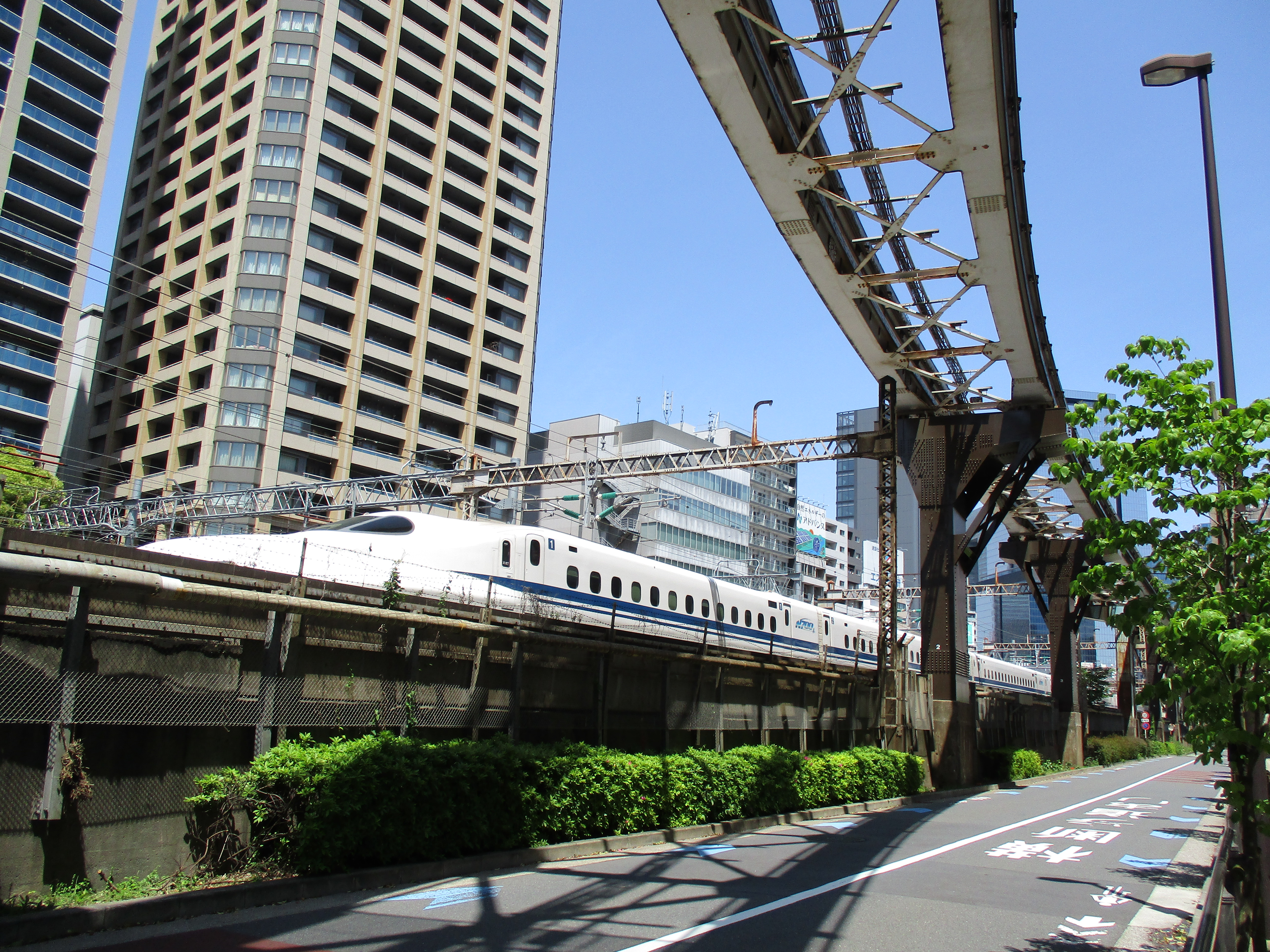
築堤第一橋台護岸継承地と推定される東海道新幹線の擁壁
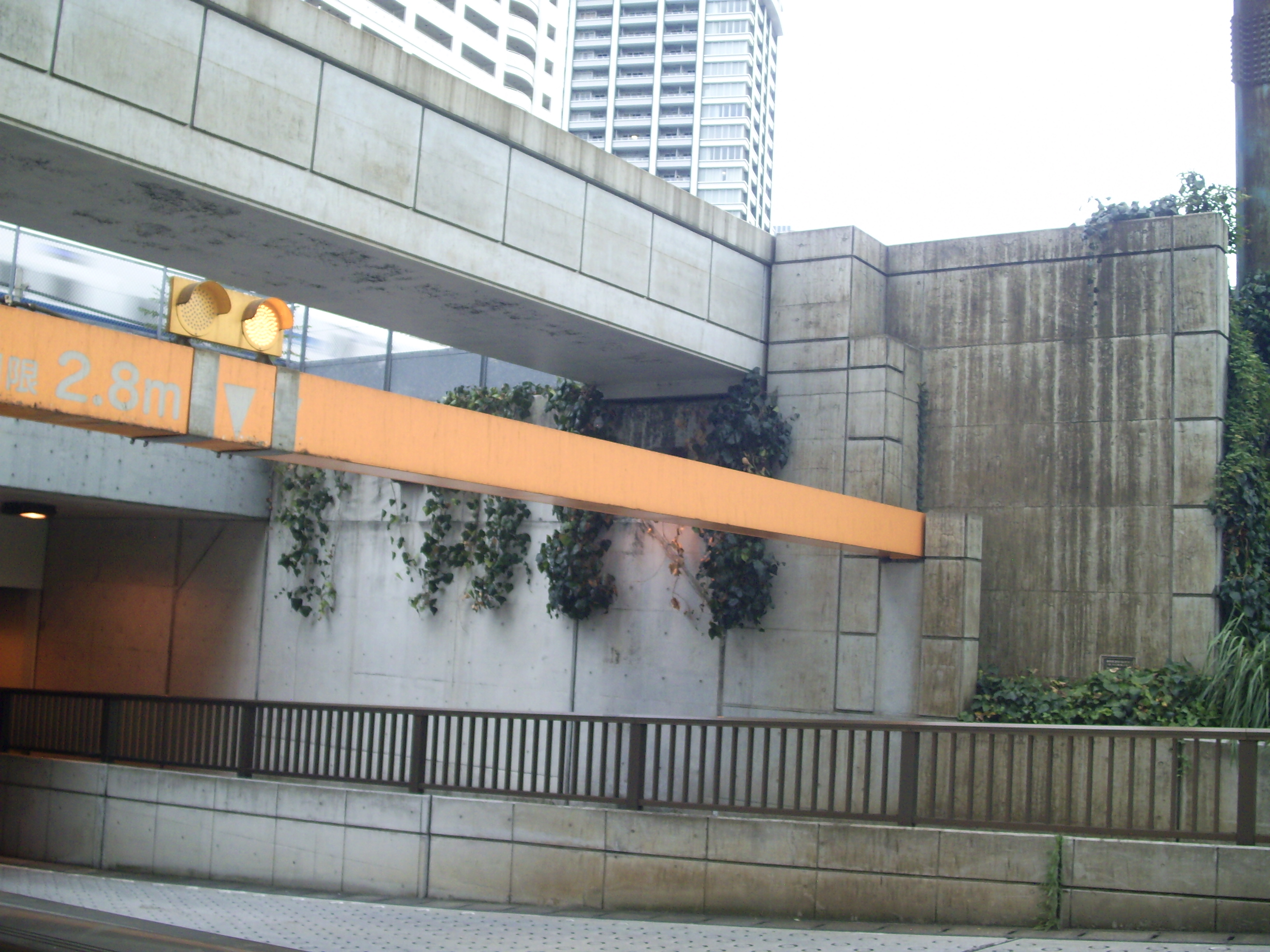
旧川口町架道橋の橋脚胸壁跡（貨物線時代のもの）
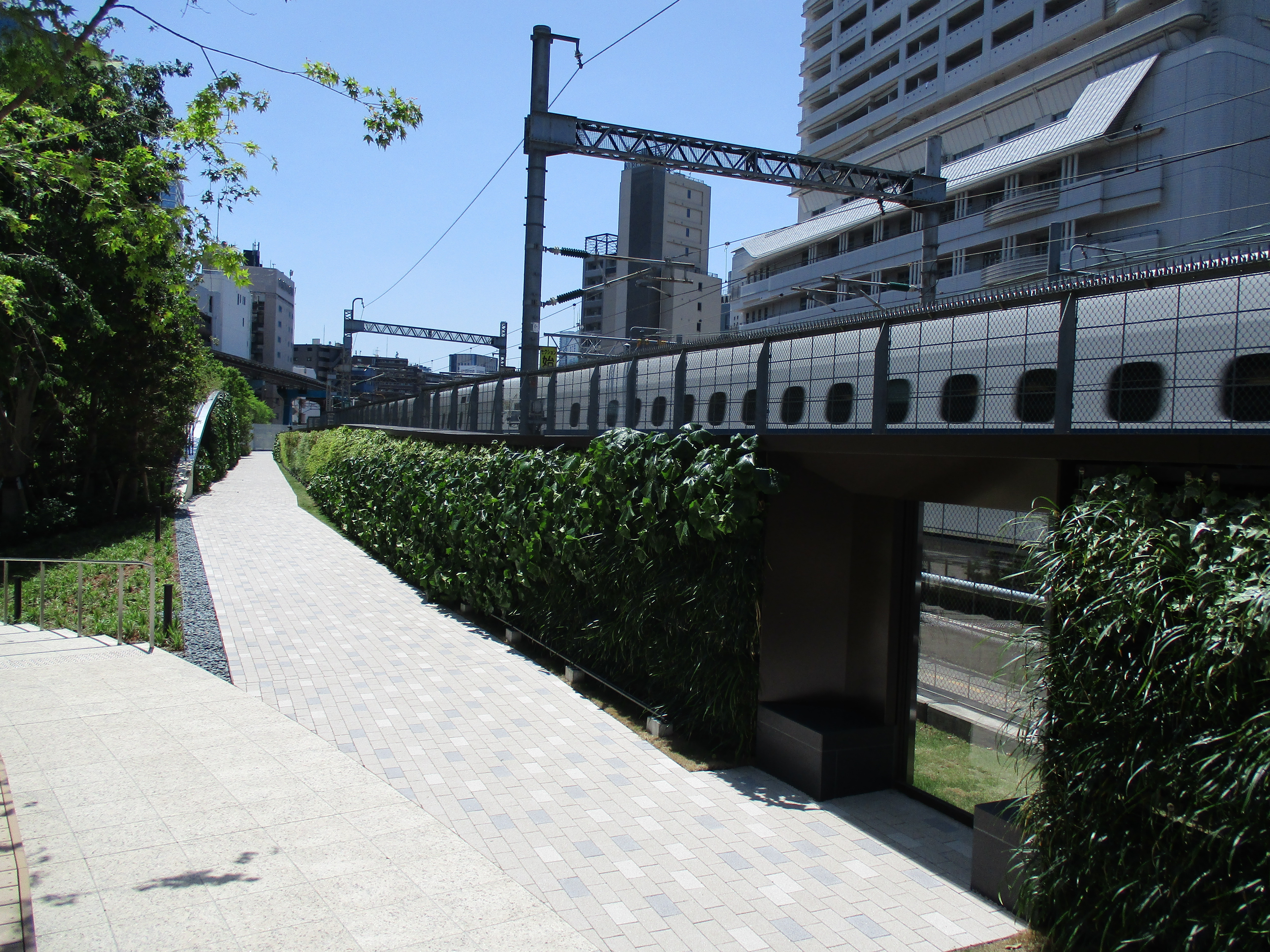
埋立鉄道用地だった現 BLUE FRONT SHIBAURAのGREEN WALK
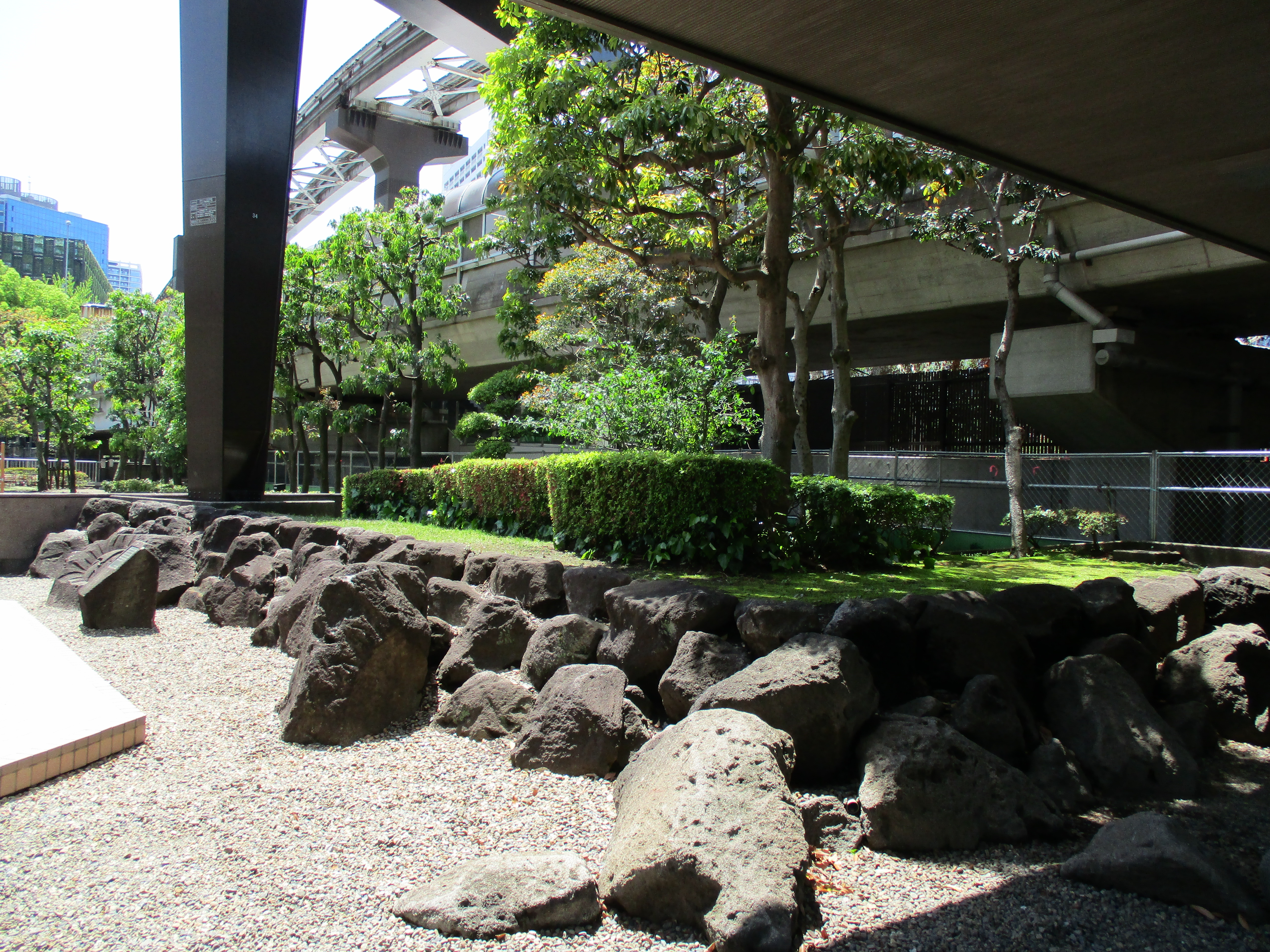
芝浦海岸の護岸の雰囲気を再現する浜崎公園
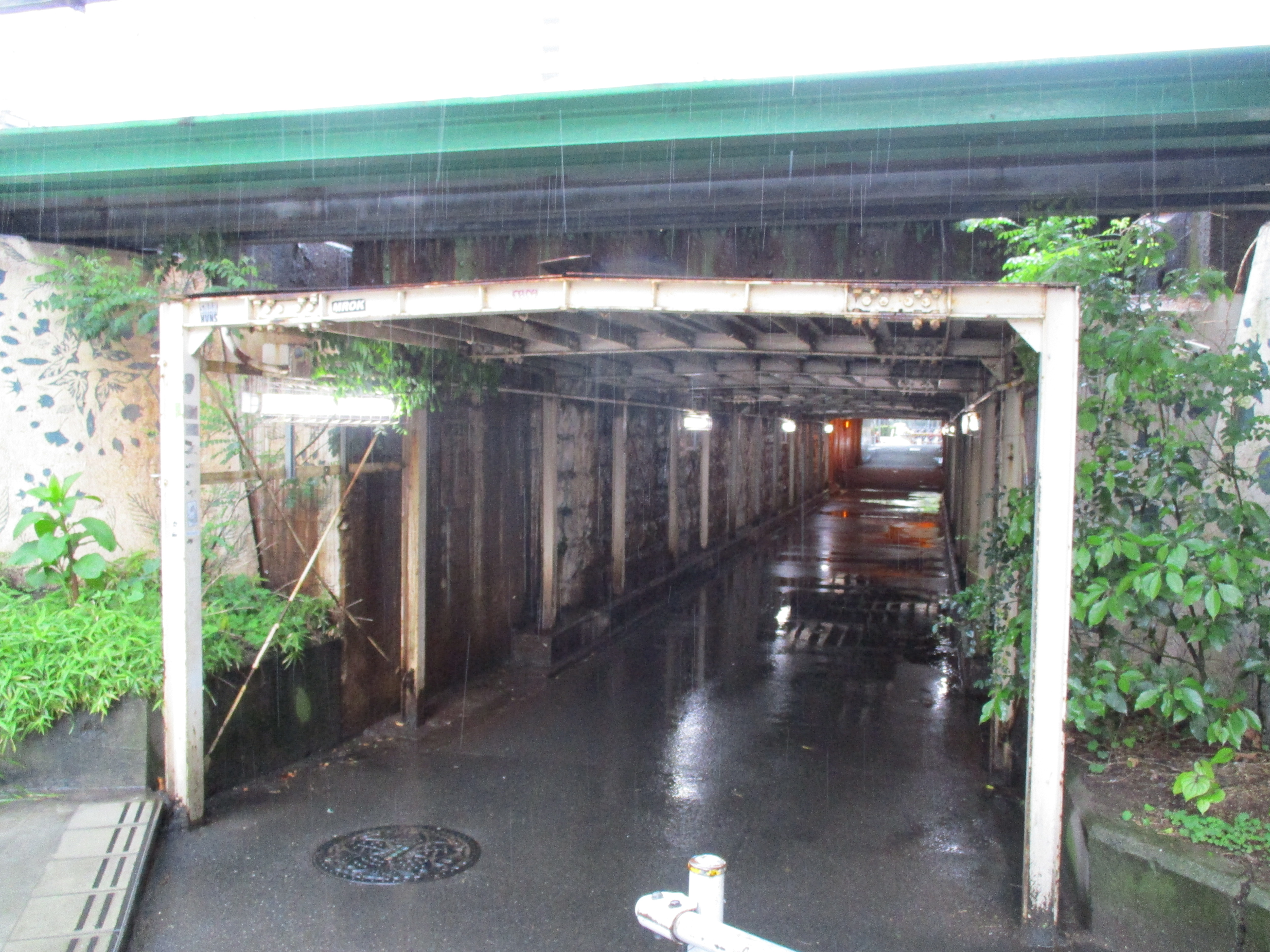
港町架道橋（浜松町一丁目側口）
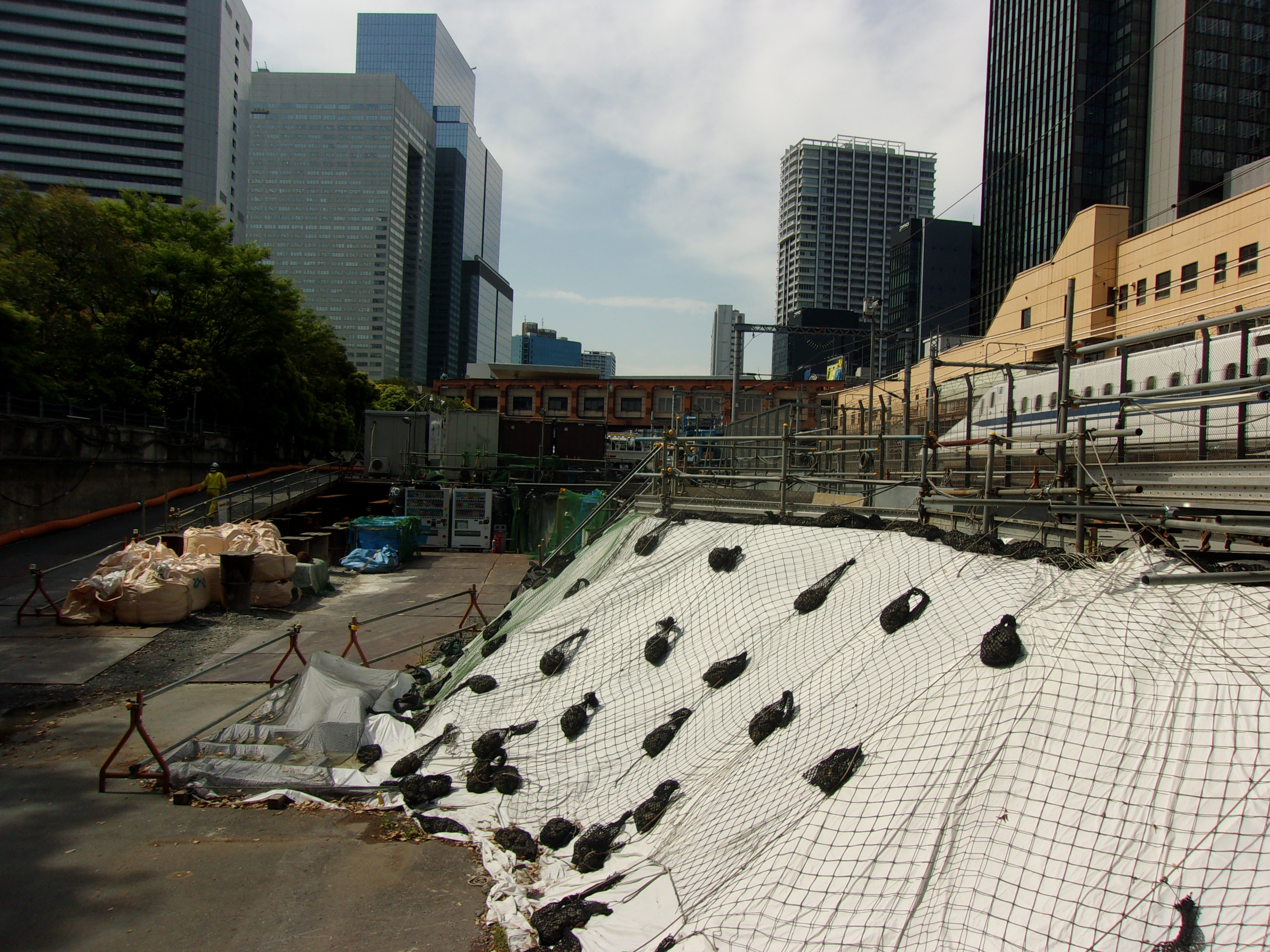
カートレイン浜松町駅跡は芝離宮(左)との堀を埋めたもの[補 7]
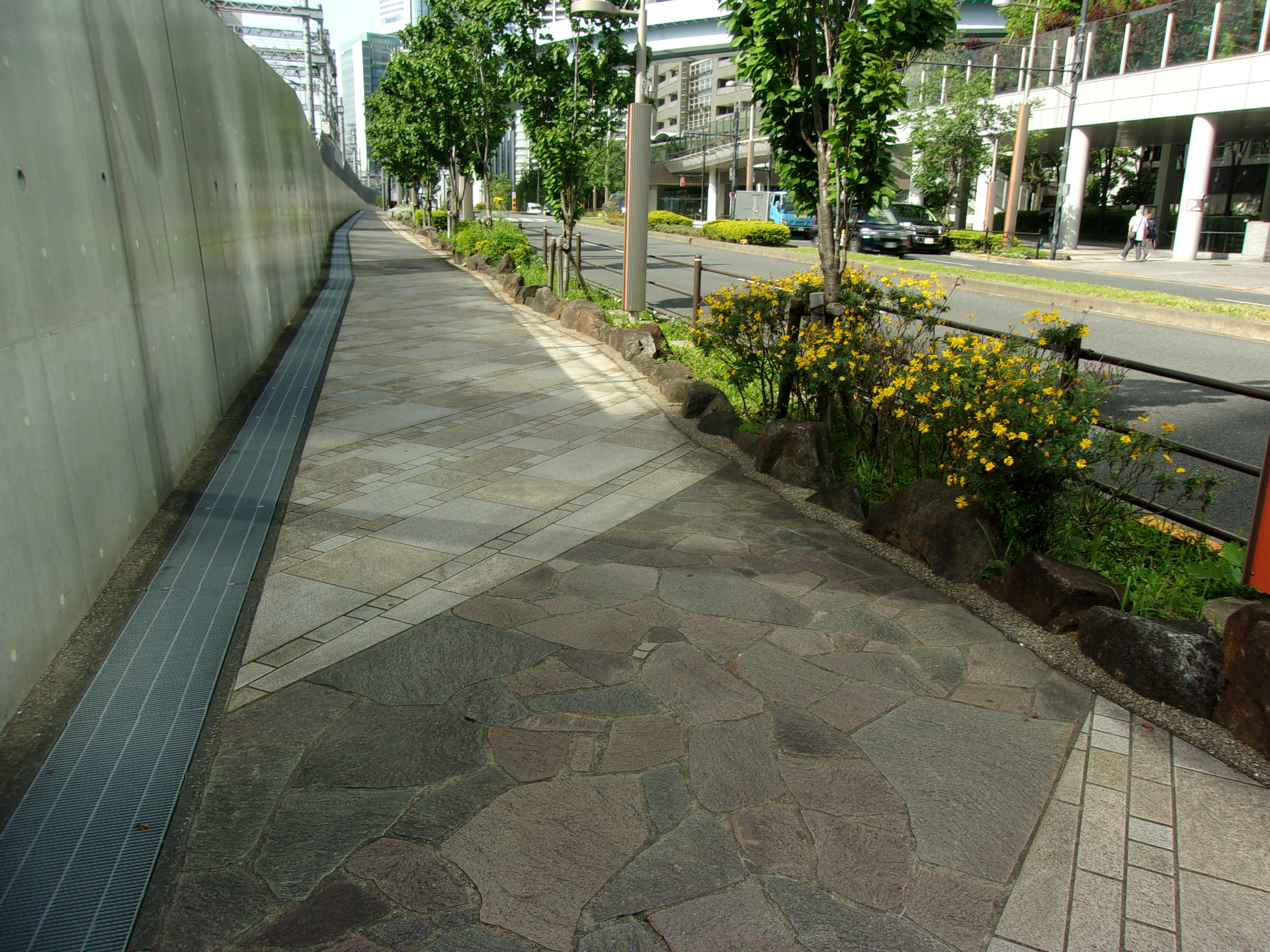
江川英龍 砲場跡地（左は新幹線擁壁）
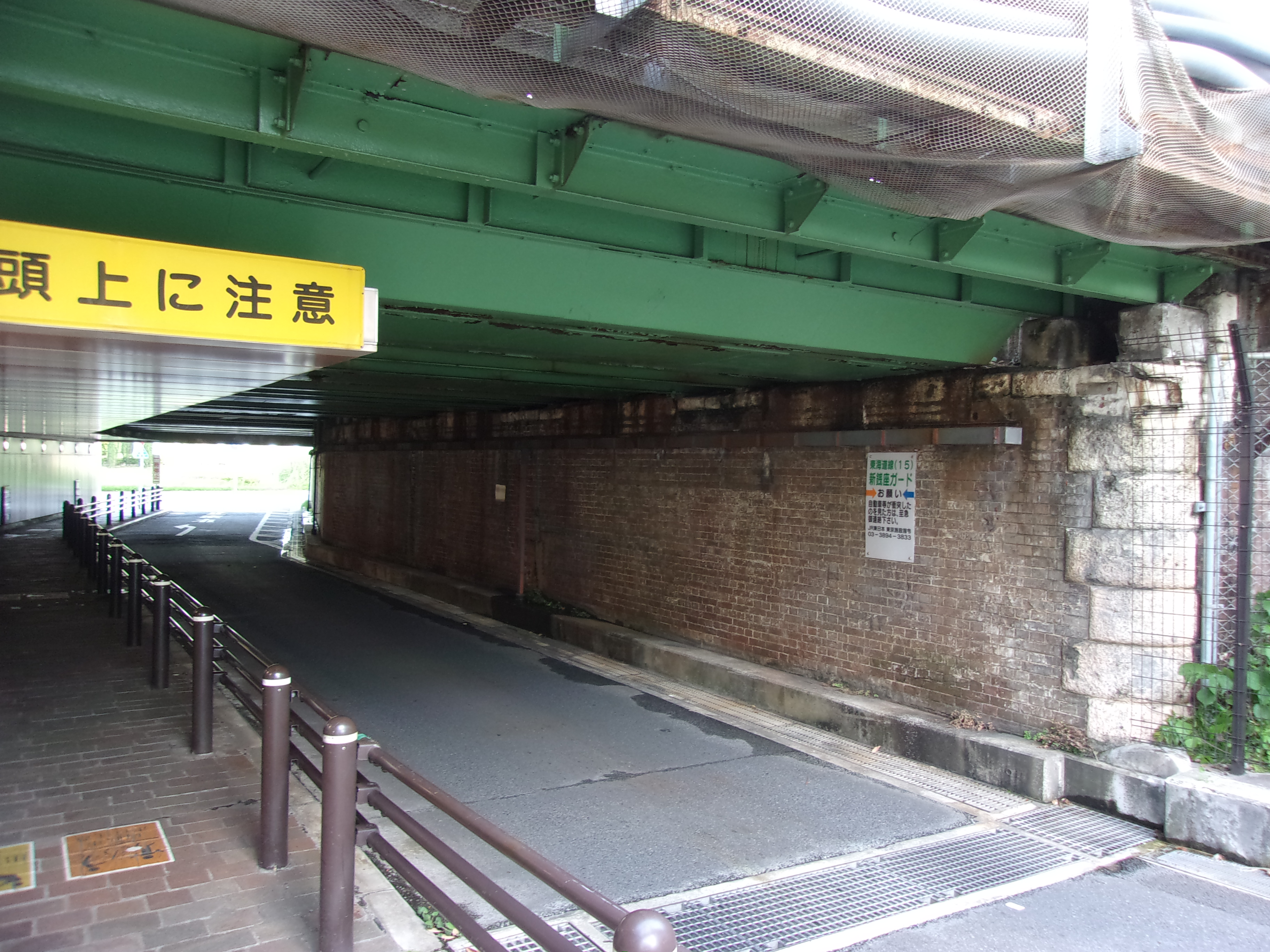
新銭座ガード

#### 報道発表資料
1. ↑  『「高輪築堤」現地見学会のご案内』（PDF）（プレスリリース）東日本旅客鉄道、2020年12月10日。オリジナルの2020年12月10日時点におけるアーカイブ。2020年12月10日閲覧。
2. ↑  『高輪築堤の出土について』（PDF）（プレスリリース）東日本旅客鉄道、2020年12月2日。オリジナルの2020年12月2日時点におけるアーカイブ。2020年12月2日閲覧。
3. 1 2  『品川開発プロジェクト（第I期）における高輪築堤の調査・保存について』（PDF）（プレスリリース）東日本旅客鉄道、2021年4月21日。オリジナルの2021年4月21日時点におけるアーカイブ。2021年4月21日閲覧。
4. ↑  『文化審議会の答申（史跡の指定等）について』（PDF）（プレスリリース）文化庁、2021年8月23日。オリジナルの2021年8月23日時点におけるアーカイブ。2021年8月23日閲覧。
5. ↑  『403号蒸気機関車が芝浦工業大学附属中学高等学校にて 一般公開を開始』（PDF）（プレスリリース）学校法人芝浦工業大学／西武鉄道、2022年11月14日。オリジナルの2023年3月17日時点におけるアーカイブ。2023年3月17日閲覧。

#### 新聞記事
1. ↑  「高輪築堤 新たな石垣か JR田町駅付近／羽田アクセス線 工事で発見」『東京新聞』朝刊2023年11月16日1面（2023年11月21日閲覧）
2. ↑  “東京・高輪築堤の一部を佐賀に移設 大隈重信の功績を回顧”. 毎日新聞 (毎日新聞社). (2022年4月15日).  オリジナルの2022年5月2日時点におけるアーカイブ。 2022年5月2日閲覧。
3. ↑  “【独自】「海の上を走る列車」の跡 高輪ゲートウェイ駅の再開発工事で出土”. 東京新聞. (2020年11月22日).  オリジナルの2020年11月29日時点におけるアーカイブ。 2020年11月29日閲覧。
4. 1 2 3 4  “明治の「海の鉄道」遺構 保存「全部」か「一部」か論争”. 毎日新聞. (2021年3月13日).  オリジナルの2021年3月14日時点におけるアーカイブ。 2021年3月14日閲覧。
5. 1 2  “高輪築堤「意義深い遺産」 JR東日本社長が保存検討”. 東京新聞. (2020年12月8日).  オリジナルの2021年3月14日時点におけるアーカイブ。 2021年3月14日閲覧。
6. ↑  “「世界的に珍しい遺跡、開発再考を」日本考古学協会が全面保存求める声明＜高輪築堤＞”. 東京新聞. (2021年3月2日).  オリジナルの2021年3月14日時点におけるアーカイブ。 2021年3月14日閲覧。
7. ↑  “高輪築堤「史跡に値する」 文化審が意見 明治の鉄道跡”. 朝日新聞. (2021年3月23日).  オリジナルの2021年3月23日時点におけるアーカイブ。 2021年3月23日閲覧。
8. ↑  “「高輪築堤は現地で公開を」 萩生田文科相が視察、国史跡の指定も視野”. 東京新聞. (2021年2月16日).  オリジナルの2021年2月16日時点におけるアーカイブ。 2021年3月13日閲覧。
9. ↑  “「高輪築堤」一部を現地保存 JRが再開発計画変更へ”. 共同通信. (2021年3月23日).  オリジナルの2021年3月23日時点におけるアーカイブ。 2021年3月23日閲覧。
10. 1 2  “「高輪築堤」一部を現地保存へ…JR東日本、計画を見直し 追加費用に数百億円”. 東京新聞. (2021年3月23日).  オリジナルの2021年3月23日時点におけるアーカイブ。 2021年3月23日閲覧。
11. ↑  “日本初の鉄道の跡「高輪築堤」、一部を保存へ JR東”. 朝日新聞. (2021年4月21日).  オリジナルの2021年4月24日時点におけるアーカイブ。 2021年4月24日閲覧。
12. ↑  “高輪築堤の解体始まる 「容認できぬ」の声を受けつつ 第七橋梁は一時埋め戻し”. 東京新聞. (2021年5月17日).  オリジナルの2021年5月19日時点におけるアーカイブ。 2021年5月19日閲覧。
13. ↑  “「高輪築堤」を国史跡に、文化審議会が答申…「旧新橋停車場跡」に追加”. 読売新聞. (2021年8月23日).  オリジナルの2021年8月23日時点におけるアーカイブ。 2021年8月23日閲覧。
14. ↑  “○文部科学省告示第百五十八号”. 官報（第578号） (独立行政法人国立印刷局):  pp. 1 - 2. (2021年9月17日)
15. ↑  “高輪築堤、イコモスが保存・公開求める「ヘリテージ・アラート」…JR東日本に”. 読売新聞 (読売新聞社). (2022年2月22日).  オリジナルの2022年2月28日時点におけるアーカイブ。 2022年2月28日閲覧。
16. ↑  “高輪築堤の可能性がある石垣、JR田町駅付近で出土　羽田アクセス線のルート上”. 東京新聞 (東京新聞社). (2023年11月16日) 2023年12月25日閲覧。
17. ↑  “移設の「高輪築堤」お披露目 佐賀県立博物館、大隈ゆかりの鉄道遺構 幅10メートル、高さ1.9メートル 一部を再現”. 佐賀新聞 (佐賀新聞社). (2022年4月16日).  オリジナルの2022年5月2日時点におけるアーカイブ。 2022年5月2日閲覧。
18. ↑  “日本初の鉄道遺構「高輪築堤」、一部を佐賀県内に移設検討 山口知事”. 佐賀新聞. (2021年7月17日).  オリジナルの2021年7月31日時点におけるアーカイブ。 2021年7月31日閲覧。
19. ↑  “国内初の鉄道の遺構「高輪築堤」、佐賀県が一部復元へ”. 毎日新聞. (2021年9月8日).  オリジナルの2021年9月8日時点におけるアーカイブ。 2021年9月8日閲覧。
20. ↑  “高輪築堤の石400個、佐賀で復元へ 鉄道建設の立役者・大隈重信ゆかりの地”. 東京新聞. (2021年11月29日).  オリジナルの2022年1月28日時点におけるアーカイブ。 2022年1月28日閲覧。
21. ↑  “「新橋SL広場」リニューアル 土台に高輪築堤の石垣再現”. 共同通信 (共同通信社). (2023年3月15日).  オリジナルの2023年3月17日時点におけるアーカイブ。 2023年3月17日閲覧。
22. ↑  “「高輪築堤」の石、大隈重信ゆかりの早稲田佐賀（唐津市）に”. 佐賀新聞 (佐賀新聞社). (2022年4月18日).  オリジナルの2022年5月2日時点におけるアーカイブ。 2022年5月2日閲覧。
23. ↑  “鉄道博物館で「高輪築堤」に関する常設展示を開始”. 共同通信 (鉄道ファン). (2022年12月19日) 2024年5月30日閲覧。

#### 書籍
1. 1 2 3  竹内正浩『地形で謎解き！ 「東海道本線」の秘密』中央公論新社、2016年、160頁。ISBN 978-4120048326。
2. 1 2 3 4 5 6  『文明開化の「鉄の路」 -高輪築堤の関連調査と保存・利活用の提案-』高輪築堤を考える会（産業遺産学会高輪築堤研究会ワーキンググループ）、2023年、206頁。（※オンデマンド印刷による学術出版のためISBN付与なし）
3. 1 2 3  「明治日本鉄道紀行」『時空旅人』、三栄書房、2018年7月。
「明治五年(1872)九月十二日 新橋－横浜間を五三分 「鉄道」、開業！」『再現日本史』、講談社、2002年6月。
4. 1 2 3 4  『復元・江戸情報地図』朝日新聞社、1994年、126頁。ISBN 402256797X。
5. ↑  『東海道中近代膝栗毛 -歩く旅と鉄道の旅-』品川区立品川歴史館、2000年、72頁。（※企画展図録のためISBN付与なし）
6. ↑  日本鉄道旅行地図帳編集部 編「駅名一覧 関東2 東海道本線（1）沿線 JR東海道本線（1）東京〜熱海」『日本鉄道旅行地図帳 全線・全駅・全廃線』（監修）今尾恵介、新潮社〈新潮「旅」ムック〉、2008年8月19日。
7. ↑  祖田圭介「東海道線東京口 線路変遷史」『鉄道ピクトリアル 【特集】湘南電車50年』、電気車研究会、2000年2月1日。
8. ↑  今田保「山の手貨物線の歴史」『鉄道ピクトリアル 【特集】山手貨物線』、電気車研究会、2014年9月1日。
9. ↑  『明治の鉄道 -日本の鉄道開業-』天理大学附属天理参考館、2004年、24頁。（※企画展図録のためISBN付与なし）
10. 1 2  『TAKANAWAめぐり』JR東日本、2025年、16頁。（※高輪ゲートウェイ駅に設置されたスタンドにあるタウンガイドのフリーペーパー「TAKANAWA GATEWAY CITYまちびらき特集号」）
11. ↑  「特集 高輪築堤跡と近現代考古学」『月刊 考古学ジャーナル』第790巻、ニューサイエンス社、2023年12月、ISSN 0454-1634。
12. ↑  渡辺公平、河合茂美、池田初郎『東海道線 「汽笛一声」から「新幹線」まで』社会思想社、1964年、246頁。
13. 1 2 3  日本国有鉄道『東海道新幹線工事誌 一般編』東京幹線工事局、1965年。
日本国有鉄道『東海道新幹線工事誌 土木編』東京幹線工事局、1965年。
日本国有鉄道『東海道新幹線工事誌』東京工事局、1967年。
14. 1 2 3  山内弘文(編)『交通・運輸の発達と技術革新 歴史的考察』国際連合大学(発行)／東京大学出版(発売)、1986年。ISBN 4130410350。

#### その他
1. ↑  東京都立中央図書館蔵閲覧
2. ↑  御殿山にある歴史解説板より
3. ↑  藩邸跡の「江戸開城西郷南洲勝海舟會見之地」石碑に添えられた田町駅の歴史解説板より
4. 1 2  雑魚場跡の本芝公園に建つ歴史解説板より

### 補注
1. ↑  横浜の築堤は現在の高島町海上に高島嘉右衛門によって造成されたもので、長さ1.4 km、幅65 mあり（うち鉄道用地は幅9 m）、高輪築堤と比べると大規模で、漁師小屋など人の暮らしもあったことから堤というより人工島のようなものであった。
2. ↑  LINK MARKETは「鉄路が結ぶ(ﾘﾝｸ)全国の名産・物品市(ﾏｰｹｯﾄ)」をコンセプトとしたもので、これまでに駅弁フェアや地酒フェアを開催。
3. ↑  その中のTokyo Yard Building（高輪2-21-42）にはTAKANAWA GATEWAY CITYでのベンチャー事業を支援するJR東日本スタートアップが入居する。
4. ↑  既に一度解体され断片的な復元として残されることは、世界遺産に求められる真正性や完全性などの条件を満たしておらず、実際に世界遺産に推薦することは難しい。
5. ↑  テンプレート内地図で埋立地は「瓦斯局」と表記があり、これは1876年（明治9年）に設立された東京府瓦斯局のことで、金杉橋 - 芝 - 汐留を経て銀座・京橋に至るガス灯が鉄道軌道沿いを照らす条件として、埋め立てを主導した工部省鉄道寮が埋め立てで出来た新町丁の浜崎町にガス製造工場を置くことを認めたことによる。同区域には現在でも東京ガス本社がある。
6. ↑  異国船の江戸侵入に備えたもので、ここでの有用性が認められ台場造営が開始された。
7. ↑  2025年現在、SHIBAURA GREEN WALKに接続する遊歩道整備中。

## 関連作品
- 梶よう子『我、鉄路を拓かん』PHP研究所、2022年、320頁。ISBN 978-4569852881。…高輪築堤の土木工事を請け負った平野弥十郎が主人公の歴史小説。